# الجدول الزمني لهجوم الكابيتول في الولايات المتحدة في 6 يناير
تتمحور المقالة التالية حول الجدول الزمني للأحداث التي أحاطت بهجوم 6 يناير 2021 على مبنى الكونغرس الأمريكي في 6 يناير 2021، من قبل مثيري الشغب المؤيدين لرئيس الولايات المتحدة دونالد ترامب الذين كانوا يساندون محاولاته لإلغاء هزيمته في الانتخابات الرئاسية لعام 2020. اقتحم مثيرو الشغب المؤيدون لترامب مبنى الكونغرس الأمريكي بعد أن تجمعوا في الإليبسا في مجمع الكونغرس للمشاركة في تجمع بعنوان "مسيرة إنقاذ أمريكا".
في التجمع، تحدث دونالد ترامب الابن ورودولف جولياني وعدد من أعضاء الحزب الجمهوري في الكونغرس الأمريكي أمام الحشد وكرروا مزاعم دونالد ترامب الكاذبة بأن التزوير الانتخابي قد أثر على نتائج انتخابات 2020. في خطابه الذي استمر لمدة ساعة، اقترح الرئيس ترامب أن يتوجه المتظاهرون نحو الكونغرس، مؤكداً لهم أنه سيكون معهم، للمطالبة بأن "يتم احتساب الأصوات القانونية فقط"، و"أن يتم التعبير عن أصواتكم بشكل سلمي ووطني". وقبل نهاية خطابه، قال: "نقاتل. نقاتل بشدة. وإذا لم تقاتلوا بشدة، فلن يكون لديكم بلد بعد الآن."
تحولت الاحتجاجات إلى العنف مع اختراق الحضور لعدة محيطات أمنية؛ واعتداءهم على ضباط شرطة الكابيتول؛ واحتلالهم وتخريبهم، ونهبهم أجزاء من المبنى لساعات عدة. توفي أربعة أشخاص في ذلك اليومساء: تم إطلاق النار على المتظاهر أشلي بابيت من قبل ضابط شرطة الكابيتول؛ توفي اثنان بسبب أمراض قلبية؛ وتوفي آخر نتيجة تسمم بالمنشطات. في اليوم التالي، توفي ضابط شرطة الكابيتول بريان سيكنيك بعد تعرضه لجلطتين دماغيتين، إثر تعرضه للهجوم الجسدي ورشه بالسبراي الفلفل خلال الشغب.
تم تحديد جميع الأوقات أو تقريبيًا وفقًا لالمنطقة الزمنية الشرقية، أو UTC-5:00.

## الأحداث السابقة

### يوليو - أكتوبر 2020
- 30 يوليو: ترامب يعبّر عن تشككه في بطاقات الاقتراع عبر البريد خلال مؤتمر صحفي. يقول: "لا أريد أن أرى [مصطلح 'الفائز المتوقع']... بعد أسبوع من الثالث من نوفمبر أو شهر أو، بصراحة، مع التقاضي وكل ما يمكن أن يحدث، سنوات. سنوات. أو أنك لا تعرف حتى من فاز في الانتخابات." ويضيف: "أريد انتخابًا ونتيجة أكثر بكثير مما تريد."[15]
- 23 سبتمبر: عندما سئل خلال مؤتمر صحفي عن ما إذا كان سيلتزم بانتقال سلمي للسلطة، أجاب ترامب: "البطاقات كارثة… تخلصوا من البطاقات وسيكون لدينا – سيكون لدينا انتقال سلمي – لن يكون هناك انتقال، بصراحة. سيكون هناك استمرارية. البطاقات خارجة عن السيطرة."[16]
- 29 سبتمبر: خلال مناظرة رئاسية مناظرة رئاسية، يوجه ترامب أعضائه من براود بويز إلى "الابتعاد والانتظار".[17] قوبل هذا التوجيه من الرئيس بحفاوة من قبل أعضاء براود بويز، ويبدأ الرجال من ذوي النزعة الوطنية البيضاء بالانضمام بأعداد قياسية. وسوف يتضاعف عدد أعضائهم بحلول 6 يناير.[18]
- 31 أكتوبر: يشرح ستيف بانون لزملائه أن لدى ترامب "استراتيجية": "ما سيفعله ترامب هو إعلان النصر. صحيح؟ سيعلن النصر. لكن هذا لا يعني أنه فائز. هو فقط سيقول إنه فائز."[19][20]

### نوفمبر 2020
- 3 نوفمبر:
  - يوم الانتخابات.[ا]
  - في ليلة الانتخابات، ينتقل 15–20 شخصًا في البيت الأبيض إلى غرفة الخضراء حيث سيبقى ترامب في انتظار النتائج. يخبر أحد هؤلاء الأشخاص ترامب بصوت عالٍ أن الانتخابات تم سرقتها. يقول آخرون: "واو، واو، واو، دعونا فقط نخرج ونقول إنه لا يزال هناك وقت، نحتاج إلى إجراء العد، وسنراكم في الصباح"، كما تذكر ضيف في الجزء السكني من البيت الأبيض الذي تحدث مع المحققين.[23]
- 4 نوفمبر:
  - يوجه ترامب خطابًا إلى مؤيديه في البيت الأبيض ويشير إلى العد الجاري للبطاقات، زاعمًا وجود محاولة لـ"حرمان" الأشخاص الذين صوتوا له. ويعلن: "لن نسمح بذلك... سنذهب إلى المحكمة العليا الأمريكية؛ نريد إيقاف التصويت. لا نريد أن يجدوا أي بطاقات في الساعة الرابعة صباحًا، ويضيفونها إلى القائمة... كنا نستعد للفوز في هذه الانتخابات. بصراحة، فزنا في هذه الانتخابات."[24]
  - يتعلم موظف في حملة ترامب أن العد الجاري للأصوات في مركز TCF في ديترويت يشير إلى فوز بايدن في تلك المنطقة. يرسل الموظف رسالة نصية إلى محامٍ ويقترح الشغب في المركز؛ في تلك الأثناء، يقترب مؤيدو ترامب من المركز، متحدين عد الأصوات، وفقًا للمدعين في ديسمبر 2023.[25]
- 5 نوفمبر:
  - روجر ستون يوجه رسالة تقول إن "أي هيئة تشريعية" التي لديها "أدلة قوية على التزوير" يمكنها اختيار ناخبيها لإدلاء أصواتهم في الهيئة الانتخابية.[26]
  - ترامب يزعم زيفًا أن بطاقات اقتراع غير شرعية تم التخلص منها في مركز عد الأصوات في ديترويت.[27]
- 7 نوفمبر:
  - أعلنت أسوشيتد برس وفوكس نيوز والشبكات الرئيسية الأخرى أن بنسيلفانيا قد ذهبت لصالح بايدن، مما وضعه فوق 270 صوتًا انتخابيًا المطلوبة ليُسمى الرئيس المنتخب.[28][29]
  - يخبر كبار موظفي حملة ترامب ترامب أنه ما لم تُعدل نتائج الانتخابات في أريزونا وجورجيا وويسكونسن، وهو حدث يقدرون فقط احتمالية حدوثه بنسبة 5-10%، فقد خسر.[27]
  - نشر كينيث تشيسبرو تغريدة (من خلال حساب تويتر مجهول) أن "الصورة الكبيرة" هي أن "ترامب لا يحتاج إلى جعل المحاكم تعلن فوزه في التصويت. ما عليه سوى إقناع الهيئات التشريعية الجمهورية بأن الانتخابات كانت مزورة بشكل منهجي، لكن من المستحيل إعادتها، لذا يجب عليهم تعيين ناخبين بدلاً من ذلك."[30]

- 9 نوفمبر:
  - ترامب يقيل وزير الدفاع مارك إسبر ويعين كريستوفر سي. ميلر وزيراً للدفاع بالإنابة.[31][32][33][34]
  - عضو في حراس القسم، جيسيكا واتكينز، ترسل رسائل نصية تدعو فيها الناس للتدريب الأساسي في أوهايو.[35] تقول إحدى الرسائل: "أحتاجك جاهزًا للقتال بحلول حفل التنصيب [ك‍]."[35]
- 10 نوفمبر: ردًا على إقالة إسبر ومسؤولين كبار آخرين، تقول مديرة CIA جينا هاسبل في حديث خاص لرئيس هيئة الأركان المشتركة ميلي: "نحن في طريقنا إلى انقلاب يميني".[36]
- 13 نوفمبر:
  - مدير حملة ترامب يخبره أن الادعاء بأن العديد من غير المواطنين قد صوتوا في أريزونا هو شائعة كاذبة.[27]
  - محامو حملة ترامب يعترفون في المحكمة أنه لم يفز في أريزونا. وهذا يعني أنه خسر الانتخابات الرئاسية.[27]
- 14 نوفمبر:
  - ترامب يعلن أنه سيعين رودي جولياني لقيادة تحدي نتائج الانتخابات.[27]
  - أكثر من 10,000 شخص يتجمعون في ساحة الحرية من أجل مسيرة مليون MAGA دعماً لادعاءات ترامب بشأن تزوير الانتخابات.[37] من بين المتحدثين، أليكس جونز والنائبة مارغوري تايلور غرين.[38] ترامب يمر بساحة الحرية في موكبه.[38] يحضر أعضاء من مجموعة "براود بويز" و"Oath Keepers" وThree Percenters.[39] يتشاجر "براود بويز" مع المحتجين المضادين طوال اليوم.[38][39] يتم اعتقال ما لا يقل عن 20 شخصًا ويصاب اثنان من ضباط شرطة واشنطن.[39]
  - في تلك الليلة، يشيد ترامب بمؤيديه الذين خاضوا معركة مع المحتجين المضادين.[40][41] قرب منتصف الليل، تم وضع لافتة ضخمة "ترامب، القانون والنظام" فوق ساحة حياة السود تهم، ثم تم نقلها بالقرب من البيت الأبيض.[38]
- 16 نوفمبر:
  - سيدني باول كتبت أن الاتهامات ضد شركة آلات التصويت يجب أن تُضاف إلى الدعاوى القضائية في جورجيا وبنسلفانيا، متهمة بتزوير الانتخابات الذي "يستدعي إلغاء الانتخابات بأكملها".[27]
  - في تواصل داخلي مع منتج من قناة "فوكس نيوز"، قال تاكر كارلسون إنه لا يصدق ادعاءات تزوير الانتخابات كما قدمتها سيدني باول ورودي جولياني. "سيدني باول تكذب"، قال كارلسون، واصفًا إياها بأنها "خطيرة للغاية" و"مجنونة تمامًا. لا أحد سيعمل معها. نفس الشيء مع رودي".[42][43] بعد ثلاثة أيام، كتب في مقال أن "نحن أخذنا سيدني باول على محمل الجد... لقد احترمنا عملها دائمًا وكنا فقط نريد أن نرى التفاصيل... لذا دعونا سيدني باول على البرنامج... لكنها لم ترسل لنا أي دليل... وعندما تحققنا مع آخرين في حملة ترامب... أخبرونا أيضًا أن باول لم تقدم لهم أي دليل... نحن بالتأكيد نأمل أن تقدم [الدليل]." وأضاف أن "هذا البلد لن يتحد" حتى يتفق الجميع على ما إذا كان قد حدث تزوير.[44]
- 17 نوفمبر: في اجتماع لمجلس انتخابات مقاطعة وين، ميشيغان، يرفض المسؤولون مونيكا بالمر وويليام هارتمان في البداية تصديق فوز بايدن، لكنهما يتراجعان أمام المعارضة العامة لاختيارهما. في الساعة 9:53 مساءً و10:04 مساءً، مع وجود ترامب على الخط، تتصل رئيسة اللجنة الوطنية للحزب الجمهوري رونا مكدانييل بهاتف بالمر. هارتمان أيضًا على الخط. يخبر ترامب المسؤولين أنهم سيبدون "فظيعين" إذا صدقوا نتائج الانتخابات. تعدهم مكدانييل: "سوف نأخذ محاميين لكم." (تعترف بالمر بالاتصال علنًا في ذلك الوقت، لكن التسجيل لم يُنشر إلا بعد ثلاث سنوات.)[45]
- 18 نوفمبر:
  - بالمر وهارتمان يحاولان التراجع عن دعمهما للتصديق. تم رفض طلبهما.[45]
  - كينيث تشيسبرو يرسل أول مذكرة له عن الاستراتيجية.
- 21 نوفمبر: نساء من أجل أمريكا أولاً تقدم طلب تصريح لتنظيم تجمع في نصب لنكولن التذكاري في 12 ديسمبر.[46] تم رفض الطلب الأصلي للتجمع في ساحة الحرية بسبب التحضيرات الخاصة بالتنصيب.[46]
- 22 نوفمبر: ترامب وجولياني يتصلان برئيس مجلس النواب في أريزونا ويقدمان ادعاءات كاذبة حول تزوير الانتخابات.[27]
- 23 نوفمبر: مستشار البيت الأبيض بات سيبولوني يقول للمدعي العام الأمريكي بيل بار إن ترامب يريد التحدث إليه. وهي المرة الأولى التي يلتقي فيها بار بترامب وجهًا لوجه منذ الانتخابات. كانت مكاتب المدعين العامين في الولايات قد بحثت عن تزوير لمدة أسبوعين ولم تجد شيئًا. في الاجتماع، يواصل ترامب نشر الأكاذيب حول الانتخابات. يخبره بار أن ادعاءاته بتزوير الانتخابات واسعة النطاق "ليست جديرة بالاهتمام" و"لا تثمر". يذكّر بار ترامب بأن وزارة العدل "ليست امتدادًا لفريقك القانوني". بعد الاجتماع، يخبر مارك ميدوز بار أنه يعتقد أن ترامب "يعرف أن هناك حدودًا لما يمكنه المضي فيه". ومع ذلك، في الأسبوع التالي، يقتنع بار أن ترامب "يُحرك الأمور" في اجتماعاته مع المشرعين المحليين. (سيعقد بار لقاءين آخرين مع ترامب وجهًا لوجه.)[47]
- 25 نوفمبر: ترامب يغرد مؤيدًا لمقاضاة حاكم ولاية جورجيا بسبب تزوير الانتخابات، رغم أنه اعترف في وقت سابق بشكل خاص أن باول بدت "مجنونة". ثم قامت سيدني باول بتقديم الدعوى.[27]

### ديسمبر 2020
- 1 ديسمبر:
  - جولياني يلتقي مع رئيس مجلس النواب في أريزونا. وعندما سُئل عن الأدلة على تزوير الانتخابات، قال جولياني تقريبًا: "ليس لدينا الأدلة، ولكن لدينا العديد من النظريات".[27]
  - المدعي العام الأمريكي بيل بار يقول في مقابلة نُشرت في هذا اليوم بواسطة وكالة أسوشيتد برس، إنه لا توجد أدلة على تزوير الانتخابات على نطاق قد يغير نتيجة الانتخابات.[48] وعندما يسمع ترامب أن بار قد عارضه علنًا، يغضب لدرجة أنه يرمي غداءه على الجدار، وفقًا لشهادة مساعد في البيت الأبيض أمام لجنة 6 يناير في 28 يونيو 2022.[49][50][51] يلتقي ترامب وبار شخصيًا للمرة الثانية منذ الانتخابات. يتذكر بار فيما بعد أن ترامب "كان غاضبًا كما لم أره من قبل".[52] يعرض بار الاستقالة، ويقبل ترامب، ولكن محامو البيت الأبيض بات سيبولوني وإريك هيرشمان يتبعان بار إلى ساحة انتظار السيارات لإقناعه بالبقاء. في النهاية، يبقى بار لمدة أسبوعين آخرين.[53]
- 2 ديسمبر:
  - فيسبوك يحل فريق النزاهة المدنية التابع له، بما في ذلك مجموعة المهام، بعد تسريب شكاوى داخلية صاخبة من الموظفين حول نقص الإجراءات، مما أدى إلى إحراج الشركة. هذا يبطئ تنفيذ الإجراءات ضد مجموعات فيسبوك والمستخدمين الذين ينشرون معلومات خاطئة حول الانتخابات ويدعون إلى العنف السياسي.[54] كما قامت الشركة بإلغاء تدابير الطوارئ الأخرى التي كانت قد وضعتها لموسم الانتخابات.[55]
  - على فيسبوك، نشر ترامب خطابه عن تزوير الانتخابات.[56][57]
- 3 ديسمبر: نظم جولياني عرضًا أمام مجلس الشيوخ في ولاية جورجيا، بهدف إقناع الأعضاء بإبطال الناخبين الشرعيين. غرد ترامب قائلاً إن ذلك كان "شهادة مذهلة".[27]
- 6 ديسمبر: كينيث تشيسبرو يرسل مذكرته الثانية بشأن الاستراتيجية. يشرح فيها مخطط الناخبين المزيفين لحملة ترامب. ويعترف بأن هذا المخطط هو في الأساس تكتيك لكسب الوقت لمحاولة قلب نتيجة الانتخابات في المحكمة، حيث من المحتمل أن يتم إبطال الناخبين المزيفين من قبل المحكمة العليا.[58][59]
- 7 ديسمبر:
  - الحزب الجمهوري في أريزونا يسأل مؤيديه عما إذا كانوا مستعدين للتضحية بحياتهم في الصراع على نتائج الانتخابات.[40][60]
  - تم رفض دعوى سيدني باول ضد ولاية جورجيا.[27]
  - حاول رودولف جولياني إرسال هذه الرسالة النصية: "لذا أحتاج إلى أن تمرروا قرارًا مشتركًا من المجلس التشريعي ينص على أن الانتخابات قيد النزاع، وأن هناك تحقيقًا جارًٍا من قبل المجلس التشريعي، وأن الناخبين الذين أرسلهم الحاكم ويتمر ليسوا الناخبين الرسميين للولاية ولا يدخلون ضمن مهلة الأمان وفقًا لقانون ولاية ميشيغان." ولكن بسبب إدخاله رقمًا خاطئًا، لم تُرسل الرسالة.[61]
- 8 ديسمبر:
  - أرسل محامي حملة ترامب جاك ويلينشيك رسالة إلكترونية إلى مستشار الحملة بوريس إبتشتيين لشرح مخطط الناخبين المزيفين. كتب ويلينشيك: "سنرسل ببساطة أصواتًا انتخابية 'مزيفة' إلى بنس حتى يتمكن 'شخص ما' في الكونغرس من تقديم اعتراض عندما يبدأون في عد الأصوات، ويبدأون في الجدال حول أن الأصوات 'المزيفة' يجب أن تُحتسب." ساعد ويلينشيك في تنظيم الناخبين المزيفين من أريزونا. في رسالة إلكترونية لاحقة، مع إضافة رمز تعبيري لوجه مبتسم، اعترف ويلينشيك بأن مصطلح "بديل" يبدو أفضل من "مزيف".[62]
  - اتصل ترامب بالمدعي العام في ولاية جورجيا للضغط عليه.[27]
  - عبر أحد كبار مستشاري حملة ترامب عن استيائه من أن مزاعم جولياني لم تكن مدعومة بأدلة. "من الصعب تبني أي من هذا"، كتب في رسالة إلكترونية، "عندما يكون كل شيء مجرد هراء مؤامراتي يُبث من السفينة الأم."[27]
- 9 ديسمبر:
  - الجنرال مايكل فلين يتلقى عفوًا رئاسيًا. سيشارك لاحقًا في أحداث واشنطن العاصمة في 5 يناير.[63]
- 10 ديسمبر: في جلسة استماع بمجلس ولاية جورجيا، اتهم جولياني زُورًا روبي فريمان ووندريا أرشاي موس بسوء السلوك.[27]
- 12 ديسمبر:
  - مسيرة فخورين (Proud Boys) عبر ساحة الحرية في واشنطن العاصمة، قبل التجمع المؤيد لترامب الذي كان مقررًا في وقت لاحق من اليوم.[64]
  - تجمعات مؤيدة لترامب في واشنطن العاصمة تجذب الآلاف من مؤيدي ترامب الذين يحتجون على نتائج الانتخابات، بما في ذلك العديد من أعضاء فخورين.[64] من بين المتحدثين: مايكل فلين، سيباستيان غوركا، أليكس جونز، بودكاستي ديفيد هاريس جونيور، نيك فونتس، مايك ليندل، وزعيم قسم اليمين المتطرف ستيوارت رودس.[40][65][66] جونز يقول: "جو بايدن هو عالمي، وجو بايدن سيُزال بطريقة أو بأخرى."[65] فونتس يجعل الحشد يهتف "دمروا الحزب الجمهوري! دمروا الحزب الجمهوري!"[66] فلين يقول للحشد إنه متأكد أن ترامب سيكون الرئيس التالي.[64] رودس يدعو ترامب إلى تنفيذ قانون التمرد، ويحذر من أن عدم القيام بذلك سيؤدي إلى "حرب أكثر دموية بكثير."[40] يطير ترامب فوق الحشد عدة مرات في مارين ون ويغرد معبرًا عن تقديره لدعمهم.[65][66][67]
  - اشتباكات عنيفة طوال اليوم بين فخورين والمحتجين المعارضين تؤدي إلى 33 اعتقالًا، بما في ذلك للاعتداء على ضابط شرطة.[64] في تلك الليلة، يقوم أعضاء من فخورين بتخريب أربع كنائس وحرق لافتة "حياة السود مهمة".[40]
  - يقترح كينيث تشيسبرو على مات مورغان ومايك رومانو إضافة لغة قانونية إلى جميع شهادات الناخبين المزيفين السبعة لحماية الناخبين المزيفين المذكورين هناك. يرسل رومانو رسالة نصية إلى تشيسبرو: "تبًا لهؤلاء الأشخاص". تتم إضافة اللغة فقط إلى شهادات الناخبين لولاية بنسلفانيا ونيو مكسيكو.[68]
- 13 ديسمبر: ينضم مستشار سياسي إلى مكالمة هاتفية مع رودولف جولياني ومستشار حملات رفيع المستوى لترامب. (ستذكر هذه المكالمة لاحقًا في اتهام ترامب في عام 2023. يحاول تقرير نيويورك تايمز تحديد المستشار غير المسمى على أنه بوريس إبتشتاين.)[69][70] في وقت متأخر من المساء، يرسل كينيث تشيسبرو بريدًا إلكترونيًا إلى رودولف جولياني وآخرين مع اقتراح لإجبار بنس على التنحي عن التصديق على نتائج الانتخابات. يقول إنه "فقد المذكرة التي كانت تحتوي على عدة صفحات والتي كنت قد انتهيت من كتابتها تقريبًا بسبب إعادة تشغيل الكمبيوتر في الفندق" ولا يريد إضاعة المزيد من الوقت، ويقوم بتلخيص اقتراحه بإيجاز.[71] (ستستنتج لجنة الاختيار التابعة لمجلس النواب بشأن هجوم 6 يناير لاحقًا أن تشيسبرو قام بصياغة هذه الاستراتيجية "بناءً على طلب من مسؤول حملة ترامب بوريس إبتشتاين.")[72]
- 14 ديسمبر:
  - فوز بايدن في تصويت الهيئة الانتخابية.[73]
  - قام ناخبو ترامب في أريزونا وجورجيا وميشيغان ونيفادا وبنسلفانيا وويسكونسن، وهي الولايات التي فاز بها بايدن في الانتخابات، بإلقاء أصوات انتخابية مزعومة لصالح ترامب.[74][75][76] أصوات "الناخبين" التي ألقاها "الناخبون البديلون" المؤيدون لترامب لا تحمل أي قوة قانونية.[77][78] أرسل مؤيدو ترامب في خمس ولايات أصواتهم المزيفة إلى الأرشيف الوطني،[79][80][81] لكن الأرشيف الوطني لم يرسل هذه إلى الكونغرس، لأنه بموجب قانون تعداد الانتخابات، يتم إرسال القوائم المعتمدة من قبل الولايات فقط إلى الكونغرس.[81]
  - أصدرت أمريكا الأولى نيوز فيديو عن جهود إعادة انتخاب ترامب مع تعليق صوتي يقول: "يواصل مؤيدو الرئيس ترامب القتال من أجل أربع سنوات أخرى، حيث اقتحموا العاصمة الوطنية للمشاركة في المسيرات المتنافسة."[40]
  - أخبر المدعي العام ويليام بار ترامب أنه سيستقيل. كانت هذه ثالث وآخر لقاء شخصي لهما منذ الانتخابات.[82] قبل ترامب استقالته، وتم الإعلان عنها علنًا. أوصى بار، كبديل له، بتعيين جيفري أ. روزن كمدعي عام بالإنابة وريتشارد دونوغي كنائب له. وافق ترامب على هذه الاقتراحات وبدأ في الضغط على روزن ودونوغي للتحقيق في الانتخابات.[83][84]
- 15 ديسمبر:
  - حملت حملة ترامب شهادة بأسماء الناخبين المزيفين في ميشيغان. (بعد ثلاثة أسابيع، سيستمر تتبع البريد في القول "في الطريق".)[68]
  - استدعى ترامب المدعي العام بالإنابة القادم جيفري أ. روزن ونائب المدعي العام بالإنابة القادم ريتشارد دونوغي، اللذين شرحا له أن مزاعم جولياني بشأن التزوير في صالة ولاية في جورجيا كانت خاطئة.[27]
- 16 ديسمبر: أصدر المجلس الوطني لمجموعة "The Three Percenters – Original"، وهي واحدة من أكبر ميليشيات "ثلاثة بالمئة"، بيانًا يدعي أن "هناك تزويرًا واسع النطاق ارتكب ضد الشعب الأمريكي."[40] يستمر البيان قائلًا، نحن مستعدون ونحن في الانتظار للرد على نداء رئيسنا إذا دعت الحاجة أن يتعين علينا نحن الشعب استعادة بلادنا من الشر البحت الذي يتآمر لسرقة بلادنا من الشعب الأمريكي. نحن مستعدون للدخول في المعركة تحت قيادة الجنرال فلين. لن نتصرف إلا إذا طُلب منا ذلك. ولن نتصرف بمفردنا كـTTPO، بل كجسم موحد من الوطنيين الأمريكيين.— المجلس الوطني، The Three Percenters – Original[40]
  - أدى غداء في فندق ترامب الدولي إلى مسودة أمر تنفيذي. كان من المفترض أن يوجه الأمر وزير الدفاع للاستيلاء فورًا على آلات التصويت ويعين سيدني باول "مستشارًا خاصًا" مُخولًا بـ "الإشراف على هذه العملية وبدء جميع الإجراءات الجنائية والمدنية".[85][86]
- 17 ديسمبر: يدعي النائب بول غوسار أن ترامب فاز في أريزونا بسبب سرقة البيانات المزعومة لـ 700,000 صوت.[40][87]
- 18 ديسمبر:
  - اجتماع غير مقرر بين سيدني باول، مايكل فلين، وباتريك بيرن ("المجموعة الخارجية") وترامب. ينضم مستشار البيت الأبيض بات سيبولوني فور علمه بذلك. تقدمت المجموعة الخارجية باقتراح فلين بأن يعلن الرئيس حالة الطوارئ العسكرية[88][89] و(وفقًا لتذكر إريك هيرشمان) يقترح أن فنزويلا تلاعبت في الانتخابات. على عكس آراء مستشاريه، يقترح ترامب تعيين باول مستشارًا خاصًا للتحقيق في مزاعم التزوير الانتخابي.[90] التكتلان "يتصايحان مع بعضهما البعض، ويلقيان الإهانات بعضهما البعض" (وفقًا لديريك ليونز، السكرتير السابق للبيت الأبيض). ينتقل الاجتماع إلى Yellow Oval وينتهي بعد منتصف الليل.[91] يرافق مارك ميدوز جولياني ليمنعه من "التجول في القصر".[91]
  - وزير الجيش رايان مكارثي ورئيس هيئة الأركان العامة للجيش الجنرال جيمس مككونفيل يصدران بيانًا: "لا يوجد دور للجيش الأمريكي في تحديد نتيجة الانتخابات الأمريكية."[92] ردًا على ذلك، كتب مساعد ترامب جون ماكنتي ملاحظة: "[وزير الدفاع بالإنابة] كريس ميلر تحدث مع كلاهما ويتوقع عدم صدور مزيد من البيانات. (إذا حدث شيء آخر، سيطردهم)." رغم تمزيق هذه الملاحظة، استعادتها لجنة الاختيار في مجلس النواب لاحقًا.[93]
  - لحجز غرفة ليوم 6 يناير 2021 في فندق ترامب بواشنطن، يدفع العملاء ما لا يقل عن 476 دولارًا.[94]
- 19 ديسمبر:
  - 1:42 صباحًا – ترامب يعلن عن تجمع 6 يناير عبر تويتر، قائلًا: "من المستحيل إحصائيًا أن أكون قد خسرت انتخابات 2020. احتجاج كبير في واشنطن في 6 يناير. كونوا هناك، سيكون أمرًا مثيرًا!"[95][96]
  - في كلمة له في تجمع في أريزونا، يظهر علي ألكسندر وكأنه يدعو إلى العنف ضد أعضاء الكونغرس الجمهوريين الذين لا يقاتلون لإلغاء نتائج الانتخابات.[40]
- 20 ديسمبر:
  - تم تسجيل اسم النطاق wildprotest.com لاستضافة موقع ويب يعلن عن احتجاج بالقرب من مبنى الكابيتول من الساعة 10 صباحًا حتى 5 مساءً في 6 يناير.[97]
  - عضو الكونغرس المنتخب مارجوري تايلور غرين ترسل رسالة نصية إلى السيناتور الأمريكي كيلي لوفلر، تدعوها إلى اجتماع في البيت الأبيض مع ترامب وأعضاء الكونغرس الذين يخططون "لتحدي أصوات المجمع الانتخابي لصالح بايدن في العديد من الولايات المتأرجحة الرئيسية في 6 يناير"، كما صاغت غرين.[98]
  - لحجز غرفة في فندق ترامب في واشنطن ليوم 6 يناير 2021، سيدفع الزبائن ما لا يقل عن 1,999 دولارًا — أربعة أضعاف المبلغ المدفوع قبل يومين.[94]
- 21 ديسمبر: وفقًا للنائب مو بروكس (جمهوري-ألاباما)، اجتماع حول التخطيط والاستراتيجية ليوم 6 يناير قال بروكس لـ بوليتيكو إنه هناك خطط لتحدي النتائج في ست ولايات، وأضاف أن وقت النقاش الإجمالي قد يستغرق حوالي 18 ساعة. وهذا يعني أن عملية عد الأصوات قد تستمر حتى الساعات الأولى من يوم 7 يناير. الحضور في الاجتماع شمل نائب الرئيس مايك بنس، مارك ميدوز، رودي جولياني، النائب آندي بيغس (جمهوري-أريزونا)، النائب مات غيتس (جمهوري-فلوريدا)، النائب لوي غوهارت (جمهوري-تكساس)، النائب جودي هايس (جمهوري-جورجيا)، النائب جيم جوردان (جمهوري-أوهايو)، والنائبة المنتخبة مارجوري تايلور غرين (جمهوري-جورجيا).[99][100][101][102]
- 22 ديسمبر:
  - زعيم فرع "أوث كيبرز" في فلوريدا كيلي ميغس يكتب على فيسبوك "ترامب قال إنها ستكون مجنونة!!!!!!!"، مضيفًا "إنها ستكون مجنونة!!!!!!! هو يريدنا أن نجعلها مجنونة، هذا ما يقوله. لقد دعا جميعنا إلى الكابيتول ويريدنا أن نجعلها مجنونة!!!! سيدي نعم سيدي!!! أيها الرجال، نحن في طريقنا إلى واشنطن، جهزوا أغراضكم!!"[35][103]
  - جورج بابادوبولوس يحصل على عفو رئاسي. لاحقًا، سيشارك في أحداث واشنطن في 5 يناير.[104]
- 23 ديسمبر:
  - فيل والدورن أرسل رسالة نصية إلى مارك ميدوز، يُخبره بأن قاضيًا في أريزونا قد أسقط دعوى قضائية كان يطالب فيها مشرعون جمهوريون بالوصول إلى آلات التصويت. اعترف والدورن بأن معارضيه قد يحاولون "تأخيره" من الوصول إلى الآلات. رد ميدوز: "مؤسف".[105]
  - روجر ستون يحصل على عفو رئاسي. لاحقًا، سيشارك في أحداث واشنطن في 5 يناير.[106]
  - جون إيستمان كتب مذكرة حول استراتيجية 6 يناير مقترحًا أن "بنكس يجب أن يعلن ترامب رئيسًا منتخبًا... الشيء الرئيسي هنا هو أن بنس يجب أن يفعل ذلك دون طلب إذن..." في الساعة 1:32 مساءً، أرسل إيستمان بريدًا إلكترونيًا إلى مساعد ترامب يطلب التحدث إلى الرئيس حول "التفكير الاستراتيجي". بعد خمس دقائق، اتصل البيت الأبيض بإيستمان؛ استمر المكالمة نحو 23 دقيقة.[107]
  - ترامب غرد باتهام بأن مسؤولي جورجيا كانوا يخفون عمدًا أدلة على التزوير.[27]
- 24 ديسمبر:
  - كتب بنس لنفسه ملاحظة: "لا أشعر أنني يجب أن أحضر عد الأصوات. هناك الكثير من الأسئلة، والكثير من الشكوك، وهذا مؤلم جدًا لصديقي [ترامب]. لذلك لن أشارك في تصديق الانتخابات."[108]
- 25 ديسمبر: اتصل بنس بترامب ليتمنى له عيد ميلاد سعيد. غيّر ترامب الموضوع، مطالبًا بنس برفض أصوات الانتخابات في 6 يناير، وهو ما اعترض عليه بنس.[109] حذر بنس ترامب قائلاً: "أنت تعرف [أنني] لا أعتقد أن لدي السلطة لتغيير [نتيجة] الانتخابات". (ظهرت هذه الجملة في مذكرات بنس مع فاصلة بعد "أنت تعرف"، مما يعني أن العبارة كانت مجرد محادثة؛ أخبر بنس المدعين العامين أن الفاصلة لم تكن يجب أن تُطبع.)[110]
- 27 ديسمبر:
  - في مكالمة هاتفية، ناقش المدعي العام بالوكالة جيفري روزن والنائب العام بالوكالة ريتشارد دونوهيو الادعاءات المتعلقة بأرينا ستيت فارم في جورجيا، وذكروا لترامب أن "وزارة العدل لا تستطيع ولن تقوم بتغيير نتيجة الانتخابات بلمح البصر." قالوا إنهم راجعوا الفيديوهات وأجروا مقابلات مع الشهود، لكن لا توجد أدلة على التزوير. رد ترامب قائلاً: "فقط قل إن الانتخابات كانت فاسدة واترك الباقي لي ولأعضاء الكونغرس الجمهوريين".[27][83]
  - الرئيس ترامب يروج للتجمع في 6 يناير على تويتر.[95][111]
- 28 ديسمبر:
  - كتب جيفري كلارك رسالة إلى حاكم جورجيا وقادة مجلس النواب والشيوخ في جورجيا. تطلب الرسالة من الجمعية العامة في جورجيا عقد "جلسة خاصة" للنظر في مزاعم عدم انتظام الانتخابات، وتحديد من "فاز بأكبر عدد من الأصوات القانونية"، و"اتخاذ أي إجراء ضروري لضمان قبول أحد لوائح كبار الناخبين التي تم التصويت عليها في 14 ديسمبر من قبل الكونغرس في 6 يناير."[112] حذر بات سيبولووني ترامب من أن الرسالة ستؤدي إلى "إلحاق الضرر بكل من يتعامل معها. ويجب ألا يكون لنا أي علاقة بتلك الرسالة." رفض روزن ودونوهيو توقيع الرسالة، ولم يتم إرسالها. (تم ذكرها لاحقًا في التهم الأخلاقية التي تم تقديمها ضد كلارك في 19 يوليو 2022.)[113][114][115]
- 30 ديسمبر:
  - أعلن الرئيس ترامب مجددًا عن تاريخ التجمع في 6 يناير على تويتر.[95][116]
  - تم تسجيل اسم النطاق MarchtoSaveAmerica.com.[97]
  - نشر أحد اليوتيوبرز اليمينيين المتطرفين فيديو قال فيه إنه يتوقع أن يكون هناك أكثر من مليون "أمريكي مسلح" في الشوارع في 6 يناير، مشيرًا إلى مذبحة خيالية في "صراع العروش".[117]
  - نصح السيناتور مايك لي مستشار ترامب كليتا ميتشل، معارضًا خطة 6 يناير قائلًا: "فكرة خطيرة... للجمهورية نفسها ... [هل] يمكنك من فضلك توضيح كيف أن هذا لا يخلق مشكلة انزلاقية لجميع الانتخابات الرئاسية المستقبلية؟"[118]
- 31 ديسمبر:
  - بحلول هذا التاريخ، حدد موقع احتجاج wildprotest.com مكانًا للاحتجاج شمال شرق مبنى الكابيتول.[97] في ليلة رأس السنة، طلبت عمدة منطقة كولومبيا مورييل باوزر نشر الحرس الوطني بشكل محدود مع بدء تجار وسط المدينة في إغلاق متاجرهم.[119]
  - وجد "مجموعة بيركلي للأبحاث"، التي استأجرتها حملة ترامب للتحقيق في ما إذا كانت هناك عمليات تزوير انتخابي، أنه لم يتم العثور على شيء، وفي وقت ما خلال الأيام الأخيرة من ديسمبر، أبلغوا ترامب وميادوس بذلك عبر مكالمة جماعية.[120]
  - وقع ترامب ادعاءاته بالتزوير في دعواه ضد جورجيا، وساعده إيستمان في تقديمها، على الرغم من أن إيستمان اعترف في بريد إلكتروني أن ترامب يعلم أن بعض هذه الادعاءات غير صحيحة.[27]
  - لحجز غرفة في فندق ترامب في واشنطن العاصمة في 6 يناير 2021، يتم عرض سعر 8,000 دولار للعملاء.[94]

### الجمعة، 1 يناير 2021
- منحت خدمة الحدائق الوطنية تصريحًا لاحتجاج بموجب التعديل الأول "مسيرة من أجل ترامب" في الإيليبس لنساء من أجل أمريكا أولًا (برئاسة آمي كريمر، المؤسس المشارك لـ نساء من أجل ترامب)، مع تقديرات بحضور 5,000 شخص.[121]
- غرّد ترامب بتاريخ ووقت الاحتجاج في 6 يناير.[95][122] ثم أعاد تغريد مؤيد له كتب: "الفرسان [ك‍] قادمون، السيد الرئيس! 6 يناير | واشنطن، دي سي"، ليرد ترامب قائلاً: "شرف عظيم!".[95][123][124]
- اتصل ترامب بنائب الرئيس مايك بنس وأخبره أن رفضه المشاركة في الخطة "صادق جدًا".[125]

### السبت، 2 يناير 2021
- في مكالمة جماعية مع وزير خارجية جورجيا براد رافنسبرغر، ادعى ترامب أن "لقد فزنا في هذه الانتخابات في جورجيا"، وطلب من رافنسبرغر: "أريد فقط أن أجد، آه، 11,780 صوتًا، وهو أكثر من [الفارق البالغ 11,779 صوتًا الذي خسرت به] لأننا فزنا بالولاية". وحذر رافنسبرغر من أنه كان يخاطر "بمخاطرة كبيرة" بعدم التوقيع على الادعاء الكاذب بفوز ترامب.[126]
- تعهد ثلاثة عشر عضوًا في مجلس الشيوخ الأمريكي، بما في ذلك تيد كروز وجوش هاولي، بالإضافة إلى 100 عضو جمهوري في مجلس النواب، بالاعتراض على تصديق الانتخابات.[95]
- أعلنت آمي كريمر من "نساء من أجل أمريكا أولًا" عن تنظيم مسيرة في الإيليبس في واشنطن العاصمة في 6 يناير بدءًا من الساعة 7 صباحًا.[97][127]
- أرسلت كارول كوربين (وزارة الدفاع) رسالة نصية إلى نائب رئيس شرطة الكابيتول الأمريكي (USCP) شون غالاغر، رئيس دائرة الخدمات الوقائية، لتحديد ما إذا كانت شرطة الكابيتول تفكر في طلب نشر جنود الحرس الوطني لحدث 6 يناير 2021.[128][129]

### الأحد، 3 يناير 2021
- رد نائب رئيس شرطة الكابيتول الأمريكي غالاغر عبر رسالة نصية إلى وزارة الدفاع بأن طلب الدعم من الحرس الوطني غير وارد في الوقت الحالي بعد التشاور مع رئيس شرطة الكابيتول الأمريكي سند.[128]
- أعلن ترامب أنه سيكون في مسيرة الإيليبس.[97][130]
- أمر ترامب وزير الدفاع المعين حديثًا كريستوفر سي. ميلر بـ"فعل كل ما هو ضروري لحماية المتظاهرين" في 6 يناير.[131]
- ادعى ترامب كذبًا أن رافنسبرغر لم يعالج مزاعم التزوير التي طرحها.[27]
- ساعد داستن ستوكتون، الموظف السابق في برايتبارت والذي كان يساعد في التخطيط لحدث الإيليبس، في نقل مكبرات الصوت إلى مسيرة 5 يناير لتوفير المساحة لترامب للحديث في مسيرة الإيليبس.[97]
- تمت إضافة احتجاج الساعة 1:00 مساءً في الكابيتول الأمريكي إلى إعلان مسيرة 6 يناير على موقع "مسيرة لإنقاذ أمريكا".[97]
- أصدرت شرطة الكابيتول الأمريكية تقريرًا استخباراتيًا داخليًا يحذر من أن المحتجين الغاضبين الذين يرافقهم متطرفون من جماعات التفوق الأبيض والمليشيات المتطرفة من المرجح أن يصلوا إلى واشنطن وهم مسلحون للاستعداد للمعركة، ويستهدفون الكونغرس في 6 يناير.[132]
- أصدرت خدمة المنتزهات الوطنية تصريحًا لـ"مسيرة للإنعاش" من أجل مسيرة 5 يناير في ساحة الحرية. يلاحظ التصريح أنه لا يوجد مسير مرتبط بالحدث.[97]
- في اجتماع حاد في المكتب البيضاوي، دفع ترامب خطته لتعيين جيفرري كلارك رئيسًا لوزارة العدل. (كلارك، وهو كبير محامي الطاقة في وزارة العدل، يدعم مزاعم ترامب بتزوير الانتخابات.) قال مسؤولون من وزارة العدل والبيت الأبيض لترامب أنهم لا يدعمون هذه الخطة،[133] وهدد بعضهم بالاستقالة: المدعي العام المؤقت جيفري روزن، نائبه ريتشارد دونوهيو، ورئيس مكتب الاستشارات القانونية ستيفن إنغل هددوا جميعًا بالاستقالة إذا عين ترامب كلارك.[134]
- ناقش كلارك الخطة مع مستشار البيت الأبيض النائب باتريك فيلبين. حذره فيلبين من أن ترامب لا يمكنه ببساطة الاستيلاء على السلطة، لأن الأمريكيين سيردون بالعنف. رد كلارك قائلاً إن قانون التمرد قد يُستخدم لتهدئة الاحتجاجات.[135]
- طلب بينس من البرلمان في مجلس الشيوخ إذا كان هناك أي من كبار الناخبين الذين يجب عليه أن يأخذ أصواتهم في الاعتبار أثناء التصديق. (في أغسطس 2023، قال بينس لـNBC أنه سألها هذا لأنهم سمعوا "شائعات... في الصحيفة" عن ناخبين بدلاء، وأنه "لا يتذكر" إذا كان البيت الأبيض قد أبلغه مباشرة بالخطة.)[136]

### الإثنين، 4 يناير 2021
- في الصباح، يتصل جون إيستمان برئيس مجلس النواب في ولاية أريزونا، معترفًا بأنه غير مطلع على "الحقائق المحلية" في الولاية، لكنه يحث رئيس المجلس على استخدام الهيئة التشريعية للولاية لإلغاء تصديق الناخبين الشرعيين و"ترك المحاكم تقوم بتحديد الأمور."[27]
- يطلب رئيس شرطة الكابيتول (USCP COP) سند من رقيب مجلس الشيوخ (SSAA) مايكل ستينغر ورقيب مجلس النواب (HSAA) بول إيرفين للحصول على إذن لتوفير الدعم من الحرس الوطني للأمن خلال حدث 6 يناير 2021 بناءً على إحاطة مع الشركاء في وكالات الأمن والاستخبارات المعدلة[128]
- يُرفض طلب رئيس شرطة الكابيتول. يخبره كل من SSAA وHSAA بضرورة الاتصال بالجنرال ووكر في الحرس الوطني لمدينة واشنطن لمناقشة قدرة الحرس على دعم الطلب إذا لزم الأمر.[128]
- يبلغ رئيس شرطة الكابيتول الجنرال ووكر في الحرس الوطني لمدينة واشنطن، موضحًا أن جهاز شرطة الكابيتول قد يحتاج إلى دعم الحرس الوطني في 6 يناير 2021، لكن ليس لديه السلطة لتقديم الطلب في هذا الوقت.[128]
- ينصح الجنرال ووكر رئيس شرطة الكابيتول بأنه في حال تم الموافقة على الطلب، يمكن للحرس الوطني لمدينة واشنطن بسرعة إعادة تخصيص 125 جنديًا كانوا يساعدون في تقديم الدعم في مدينة واشنطن بسبب فيروس كوفيد. سيتعين أن يؤدي الجنود قسم الولاء كجزء من شرطة الكابيتول.[128]
- تم القبض على زعيم جماعة براود بويز إنريكي تارو في واشنطن العاصمة واتهامه بحرق لافتة "حياة السود مهمة" في 12 ديسمبر وحيازة اثنين من خزائن الأسلحة الكبيرة التي كانت بحوزته عند اعتقاله.[137]
- أوامر ميلر تحظر نشر الحرس الوطني[138]
- نصت منسقة التجمع كايلي كريمر (ابنة أمي كريمر) على نص رسالة نصية أرسلتها إلى الرئيس التنفيذي لشركة ماي بيلو مايك ليندل: "هذا يبقى بيننا فقط، لدينا مرحلة ثانية في المحكمة العليا بعد الإيليبسي. سيجعلنا الرئيس ن march هناك/إلى الكابيتول. لا يمكن أن يخرج الأمر عن المرحلة الثانية لأن الناس سيحاولون تنظيم واحدة أخرى وتعطيلها. كما أنه لا يمكن أن يخرج عن المسيرة لأنني سأتورط مع خدمة المتنزهات الوطنية وكل الوكالات ولكن الرئيس سيطالب بها "بشكل غير متوقع". إذا أخبرك أي شخص بخلاف ذلك، فالمعلومات غير دقيقة. فقط أنا و [اسم صلة البيت الأبيض، تم حذفه بواسطة المفتش العام لوزارة الداخلية] نعرف القصة الحقيقية لما يحدث." [139]
- توقعت خدمة المتنزهات الوطنية أن يبلغ عدد الحضور في الاحتجاج 15,000.[119] (بعد نحو ثلاث سنوات، خلص المفتش العام لوزارة الداخلية إلى أن مجموعة كايلي كريمر "النساء من أجل أمريكا أولاً" كذبت على خدمة المتنزهات الوطنية، زاعمة أنه لا يوجد مسيرة. كما خلص المفتش العام إلى أن خدمة المتنزهات فشلت في تفقد الموقع، ولم تحتفظ بصور توثق الموقع كما كان قبل التظاهر، ولم تنبه إلى منع الحقائب والحقائب، ولم تراجع وثائق الأمان الخاصة بـ WFAF.)[139]
- 1:41 مساء: يغرّد ميكائيل داميلينكورت، المدير التنفيذي لفندق ترامب في واشنطن: "نتطلع إلى رؤية الكثير منكم هذا الأسبوع ..." [94]
- 3:30 مساء: يرسل محامي حملة ترامب مات مورغان رسالة عبر البريد الإلكتروني إلى كينيث تشيزيبرو يسأله إذا كانت الكونغرس قد تلقى جميع الوثائق المتعلقة بقوائم الناخبين الزائفة. يرد تشيزيبرو أنه يجب عليه سؤال المسؤول في الحملة مايك رومانو. في الساعة 4:55، يعيد مورغان إرسال الاستفسار إلى تشيزيبرو ورومانو. يرد رومانو بأن الوثيقة المتعلقة بميشيغان لم تصل بعد وأنه يخطط لاستخدام "ساعي بريد غدًا". يرد مورغان في الساعة 8:41 أنهم قد "يحتاجون إلى الاستعانة بمشرّع يمكنه تسليمها إلى الأماكن المناسبة" وأنه يجب عليهم مناقشة الأمر مع رودي جولياني "للتأكد من أن ذلك يتم بالطريقة التي يريدها". يطلب تشيزيبرو من رومانو "كتابة جيم ترابيس وأن يحقق فورًا مع [السيناتور] رون جونسون" لمعرفة ما إذا كان يمكن أن يسلم ساعي البريد الوثائق إلى موظف لدى جونسون ليقوم بتسليمها إلى بنس. في الساعة 11:29، يخبرهم رومانو أن موظفًا في ولاية ويسكونسن يجب أن يأخذ رحلة صباحية من شيكاغو إلى واشنطن. يعرض رومانو الذهاب إلى مطار واشنطن لاستلام الوثائق من الساعي وإحضارها إلى موظف لدى جونسون؛ يرد تشيزيبرو أنه يمكنه القيام بذلك. وينصح بعدم "الانتظار حتى صباح 6". في الساعة 11:49، يقوم رومانو بتحديث تشيزيبرو: "أنت بحاجة إلى ميشيغان وويسكونسن. لذا ستأخذ وثيقتين". في الساعة 11:54، يضيف أن تشيزيبرو سيحتاج إلى تسليمهما إلى "شخصين منفصلين."[68]
- سجل بنس ملاحظات خلال اجتماع، موضحًا أن ترامب كرر مزاعم كاذبة مثل أنه "فاز في كل ولاية بأكثر من 100,000 صوت" وأنه كان هناك "205,000 صوت أكثر في ولاية بنسلفانيا من عدد الناخبين". تم الكشف عن هذه الملاحظات في الائحة الاتهام الفيدرالية ضد ترامب.[140]
- تم تضمين النائبة ليز تشيني عن غير قصد في مكالمة بين حلفاء ترامب، واستمعت بينما كانوا يخططون لإقناع بنس بإعاقة أو تأخير عملية عد الأصوات.[141]

### الثلاثاء، 5 يناير 2021
- بعد منتصف الليل بقليل، يرسل رئيس مجلس النواب السابق بول رايان رسالة نصية إلى ليز تشيني: "أخشى أن ينهار [بنس] لكنني أعتقد أنه لن يفعل ذلك."[141]
- 8:57 صباحًا: ستيف بانون يتصل بترامب. يتحدثان لمدة 11 دقيقة.[142]
- بعد المكالمة الهاتفية، يتحدث بانون إلى جمهور برنامجه الإذاعي: "سيحدث كل شيء غدًا. نحن على ... نقطة الهجوم ... استعدوا."[143]
- أنيكا كولير نافارولي، عضو في فريق السلامة في تويتر، تقول في مكالمة داخلية: “أنا قلقة جدًا بشأن ما سيحدث غدًا، خاصة بالنظر إلى ما كنا نراه. لقد سمحنا لأشخاص طيلة شهور بأن يحتفظوا ويقولوا على المنصة أنهم مستعدون للإطلاق، وأنهم مستعدون لارتكاب أعمال عنف.”[144] (وفيما بعد، شهدت أن تويتر كان مترددًا في تعليق حساب ترامب لأنه كان أحد أكثر المستخدمين قوة وشعبية لديهم.)[145]
- بعد الساعة 10 صباحًا في واشنطن، يصل مسؤول جمهوري من ولاية ويسكونسن ومعه وثائق الناخبين المزيفين لتلك الولاية. حوالي الساعة 1 مساءً، يصل مساعد حملة ترامب مايكل براون (الذي تم حجز وتغطية نفقاته من قبل حملة ترامب) مع شهادات ولاية ميشيغان. كلا الشخصين مقرر لهما الذهاب إلى فندق ترامب الدولي في واشنطن لتسليم الوثائق إلى تشيسبرو. يسير تشيسبرو وبراون معًا إلى مبنى مكتب لونغوورث ويسلمان الوثائق إلى موظف في مكتب مشرع جمهوري من ولاية بنسلفانيا (إما النائب سكوت بيري أو النائب مايك كيلي).[68]
- في الصباح، تجمع الآلاف من مؤيدي ترامب في ساحة الحرية بالقرب من البيت الأبيض استعدادًا للاحتجاجات المقررة ضد التصديق على انتخاب جو بايدن رئيسًا منتخبًا.[146] كان أول تجمع هو "المسيرة لإنقاذ أمريكا" من الساعة 1 حتى 2 مساءً، تلاه "أوقفوا السرقة" من الساعة 3:30 حتى 5:00 مساءً، ثم "ائتلاف الثمانين بالمئة" من الساعة 5:00 حتى 8:30 مساءً.[121]
- رئيس شرطة الكابيتول ستيفن سوند يعقد مؤتمرًا عبر الهاتف مع كبار المسؤولين في إنفاذ القانون والجيش من العاصمة، بما في ذلك FBI، والخدمة السرية الأمريكية والحرس الوطني؛ كتب سوند لاحقًا أن أي جهة لم تقدم أي معلومات استخباراتية تشير إلى أن هناك هجومًا منسقًا عنيفًا على مبنى الكابيتول من قبل آلاف من المتمردين المدججين بالسلاح والمجهزين تجهيزًا جيدًا.[147]
- النائبة الأمريكية زوي لوفجرين (د-CA) تعقد مؤتمرًا عبر الهاتف مع رئيس شرطة الكابيتول ستيفن سوند ورئيس السيرجنت في مجلس النواب بول إيرفينغ؛ يخبر سوند لوفجرين أن الحرس الوطني في حالة تأهب وأن شرطة الكابيتول مزودة بالموارد وجاهزة للاحتجاجات.[148]
- بعد التحدث مع النائبة لوفجرين، يؤكد سوند للنائب تيم رايان (د-OH) أن شرطة الكابيتول جاهزة.[148]
- يتلقى القائد العام للحرس الوطني في العاصمة ويليام جيه. ووكر أوامر جديدة من وزير الجيش رايان مكارثي تفيد بأنه يجب عليه طلب الموافقة من مكارثي ووزير الدفاع ميلر قبل الاستعداد للرد على الاضطرابات المدنية.[149] وكان لديه سابقًا السلطة للرد دون طلب إذن أولاً.[138][149]
- تم اعتقال ما لا يقل عن عشرة أشخاص خلال المساء وإلى صباح يوم الأربعاء، العديد منهم بتهم حيازة أسلحة.[150]
- 3:56 مساءً: تنشر ضيفة في فندق ترامب في العاصمة صورة لها في اللوبي مع فيل والدورن.[94]
- يلاحظ ضباط خدمة الحماية الفيدرالية محاولات المحتجين للتخييم في الممتلكات الفيدرالية.[151]
- كتبت عمدة العاصمة واشنطن، بوير، رسالة إلى وزير الدفاع بالإنابة ميلر والسلطات الأخرى تفيد بأن الحكومة المحلية لا تطلب المزيد من المساعدة التشغيلية في إدارة الحشود المتوقعة للاحتجاج.[152][153][154]
- أرسل النائب جيم جوردان رسالة نصية إلى مارك ميدوز. وجاء فيها: “في 6 يناير 2021، يجب على نائب الرئيس مايك بنس، بصفته رئيس مجلس الشيوخ، أن يعلن عن جميع أصوات المجمع الانتخابي التي يعتقد أنها غير دستورية على أنها لا تمثل أصواتًا انتخابية على الإطلاق – وفقًا للتوجيهات الواردة من الأب المؤسس ألكسندر هاميلتون والسوابق القضائية. كتب ألكسندر هاميلتون في الفيدرالي رقم 78: 'لا يمكن أن يكون أي قانون تشريعي،' قال، 'مخالف للدستور، صحيحًا'. وقد أكدت المحكمة في قضية هوبارد ضد لو أنه 'لا يمكن مناقشة حقيقة أن القانون غير الدستوري ليس قانونًا على الإطلاق.' 226 F. 135، 137 (SDNY 1915)، استئناف تم رفضه، 242 U.S. 654 (1916). بناءً على هذا المنطق، لا يُعتبر الناخب المعين بشكل غير دستوري، مثل القانون الذي تم تشريعه بشكل غير دستوري، ناخبًا على الإطلاق.”[155]
- تم وضع قنابل أنابيب خارج مكاتب اللجنة الوطنية للحزب الجمهوري RNC ولجنة الحزب الديمقراطي الوطنية DNC بين الساعة 7:30 و8:30 مساءً، وفقًا لمكتب التحقيقات الفيدرالي. تم العثور على القنابل في اليوم التالي.[156][157] يظهر فيديو المراقبة مشتبهًا فيه، حتى عام 2025، لم يتم تحديد هويته بعد.[158]
- أجرى ترامب عدة مكالمات مع مساعديه في فندق ويلارد، حيث تم إنشاء مركز قيادة أو "غرفة حرب" في مجموعة من الغرف والأجنحة.[159] قاد الفريق محامي ترامب الشخصي رودي جولياني، وبانون، إيستمان، وبوريس إيبشتاين. وكان مايكل فلين، وروجر ستون وبرنارد كيريك أيضًا حاضرين. اتصل ترامب ليخبرهم أن بنس يرفض استراتيجية بطاقة بنس التي اقترحها إيستمان في وقت سابق من اليوم في اجتماع في المكتب البيضاوي. ناقش طرقًا لتأجيل التصديق للحصول على قوائم بديلة من الناخبين لترامب تُرسل إلى الكونغرس، كما ناقش هو وجولياني وإيستمان هذا في مكالمة مع 300 من المشرعين في الولايات في 2 يناير. ناقش ترامب بعض المواضيع فقط مع المحامين في فندق ويلارد للحفاظ على السرية التي توفرها امتيازات المحامي-العميل.[160][161]
- 9:46 مساءً: ستيف بانون يتصل بترامب. يتحدثان لمدة 6 دقائق.[142]
- 10:00 مساءً: كايلي مكيناني ترسل رسالة نصية إلى إليوت غايسر في حوالي هذا الوقت، تسأله عما إذا كان لبنس السلطة للاعتراض على نتائج الانتخابات. قالت لاحقًا للجنة 6 يناير إنها كانت فضولية حول هذه الإمكانية لأن، في وقت سابق من ذلك اليوم أو اليوم السابق، كانت قد سمعت ترامب يناقشها في المكتب البيضاوي مع محام خارجي (كانت تعتقد أنه كان جون إيستمان) عبر الهاتف، بينما كان كوري لويندوسكي يستمع شخصيًا في المكتب البيضاوي.[162]

## الهجوم على الكابيتول
في الساعة الثانية عشرة ظهرًا، بدأ ترامب خطابًا استمر لأكثر من ساعة في الإيليبز، مشجعًا المتظاهرين على التوجه إلى الكابيتول الأمريكي. في الساعة 12:49 ظهرًا، استجابت شرطة الكابيتول للتقارير حول وجود جهاز متفجر، تم التعرف عليه لاحقًا على أنه قنبلة أنابيب. في الساعة 12:53 ظهرًا، أي قبل ثمانية عشر دقيقة من انتهاء خطاب ترامب، اجتاح المحتجون الشرطة على المحيط الغربي للأراضي المحظورة في الكابيتول. في الساعة 2:13 ظهرًا، اقتحم المحتجون لأول مرة داخل الكابيتول بعد تحطيم نوافذ الجناح السناتي بالقرب من S139.
في الساعة 2:44 ظهرًا، أطلق أحد ضباط شرطة الكابيتول النار على المحتجة أشلي بابيت داخل ردهة رئيس مجلس النواب المجاورة لقاعات مجلس النواب، مما أدى إلى قتلها عندما كانت تتسلق من خلال نافذة مكسورة لبوابة محاصرة. بعد دقائق، قام حاكم ولاية فيرجينيا رالف نورثام بتفعيل جميع الأصول المتاحة في ولاية فيرجينيا بما في ذلك الحرس الوطني الفيرجيني للمساعدة في تأمين الكابيتول الأمريكي، على الرغم من أن وزارة الدفاع لم تكن قد أذنت بذلك بعد. بحلول الساعة 3:15 ظهرًا، بدأت الأصول من فيرجينيا في الوصول إلى واشنطن.
بعد ساعة، في الساعة 4:17 مساءً، تم تحميل فيديو لترامب على تويتر، حيث أمر قائلاً "يجب أن تعودوا إلى منازلكم الآن." بعد خمسة عشر دقيقة، وافق وزير الدفاع على نشر الحرس الوطني في العاصمة.

### الأربعاء، 6 يناير 2021

#### الصباح الباكر (قبل الساعة 9:00 صباحًا)
- 1:00 صباحًا: غرد ترامب: "إذا قام نائب الرئيس @Mike_Pence بما يجب عليه من أجلنا، فسنفوز بالرئاسة."[163][164]
- 1:13 صباحًا: علي ألكساندر، منظم حركة "أوقفوا السرقة"، يغرد "أول يوم رسمي من التمرد."
- 3:23 صباحًا: رون واتكنز، مشرف لوحة الصور وناشط بارز في حركة QAnon، ينشر تغريدة يتهم فيها نائب الرئيس مايك بنس بتدبير انقلاب ضد ترامب. كما ربط المقال بمنشور مدونة يدعو إلى "القبض الفوري على [بنس] بتهمة الخيانة."[165][166][167]
- الساعة 6 صباحًا: قام أفراد مجهولون ببناء مشنقة خارج الكابيتول، دون تثبيت العارضة والحبل.[168]
- 6:29 صباحًا: ستيوارت رودس يذكر أعضاء مجموعة "الحراس" أن السكاكين التي تزيد عن "3 بوصات" غير قانونية في المدينة. ويقول لهم أن "يخفوا السكاكين".[169]
- 7:25 صباحًا: رصدت خدمة الحدائق الوطنية أن الناس كانوا يخفون الحقائب في الأشجار لتجاوز التفتيش.[169]
- 7:29 صباحًا: كتبت كورتني هولاند، التي أصبحت فيما بعد مديرة الاتصالات للمرشح الجمهوري لمجلس الشيوخ في نيفادا، تغريدة تقول فيها إنها تمشي إلى تجمع "أوقفوا السرقة" مع سكوت بريسلي، ميغان بارث، وروس تيننت. هؤلاء الثلاثة كان من المقرر أن يتحدثوا في وقت لاحق في تجمع آخر أمام الكابيتول.[170]
- 7:30 صباحًا: نصح رئيس موظفي البيت الأبيض مارك ميدوز النائب جيم جوردان عبر رسالة نصية قائلاً: "لقد دفعت من أجل ذلك" لكنه "غير متأكد ما إذا كان سيحدث"، في إشارة إلى أن بنس قد يرفض نتائج الانتخابات.
- 8:06 صباحًا: غرد ترامب بتهمة كاذبة حول تزوير الانتخابات.[171]
- 8:07 صباحًا: أفاد عملاء جهاز الخدمة السرية المضادون للمراقبة أن "أعضاء من الحشد يرتدون خوذات باليستية، ودرعًا واقيًا للجسم، ويحملون معدات راديو وحقائب ظهر عسكرية."
- 8:17 صباحًا: غرد ترامب بادعاءات حول تزوير الأصوات وطلب من بنس تأجيل فرز الأصوات الانتخابية:الولايات ترغب في تصحيح أصواتها، التي تعلم الآن أنها كانت مبنية على مخالفات وتزوير، بالإضافة إلى عملية فاسدة لم تحظَ بموافقة الهيئة التشريعية. كل ما يحتاجه مايك بنس هو إعادة هذه الأصوات إلى الولايات، وعندها نفوز. افعلها يا مايك، هذا وقت الشجاعة القصوى!"[172][173]
- 8:22 صباحًا: غرد ترامب طالبًا من مسؤولي الحزب الجمهوري تأجيل فرز الأصوات الانتخابية.[171]

#### التجمعات

##### 9:00صباحًا
- 9:00 صباحًا: مع بدء الوقت المحدد للتجمع في تصريح "مسيرة من أجل ترامب" لخطابات، تبدأ مسيرة "إنقاذ أمريكا" (أو "مسيرة لإنقاذ أمريكا"). فوق المنصة في إيليبس توجد لافتات لـ"مسيرة إنقاذ أمريكا".[174] النائب مو بروكس (جمهوري-ألاباما) يلقي خطابًا عن "ركل المؤخرة"، ويسأل "هل ستقاتلون من أجل أمريكا؟"[175][176]
- 9:02 صباحًا: ترامب يطلب من مشغل الهاتف الاتصال ببنس، الذي لم يجب.[171]
- 9:24 صباحًا: ترامب يجري مكالمة هاتفية مدتها حوالي 10 دقائق مع النائب جيم جوردان.[177] (حتى أواخر 2023، لم يصرح جوردان بما كانت المكالمة تدور حوله.)[178]
- 9:45 صباحًا: ضابط ارتباط من خدمة الحماية الفيدرالية يُخبر شرطة الكابيتول بأن عدد المتظاهرين المتوقعين في الإيليبس سيجاوز 30,000، وقد تم زيادة تصريح ساحة الحرية من 5,000 إلى 30,000، والتجمع خارج مسرح سيلفن مسموح له بـ 15,000.[151] وفقًا لـ Newsweek، "سيحضر عدد أكبر من المتظاهرين، يصل إلى 120,000، وفقًا للأرقام السرية التي لم يتم نشرها بعد من قبل الخدمة السرية ومكتب التحقيقات الفيدرالي ولكن تم رؤيتها من قبل Newsweek."[179]
- 9:52 صباحًا: ترامب يجري مكالمة هاتفية مدتها 26 دقيقة مع كاتب الخطابات ستيفن ميلر حول خطابه المخطط له في مسيرة "إنقاذ أمريكا" في وقت لاحق من اليوم.[171][177]

##### 10:00صباحًا
- 10:00 صباحًا: قبل هذا الوقت، يُخبر نائب رئيس موظفي البيت الأبيض توني أورناتو ترامب بأن السلطات قد رصدت أفرادًا مسلحين بين الحشد المتجمع في الإيليبس.[177] أوضح أورناتو لترامب أن بعض مؤيديه "يمتلكون أسلحة لا يريدون أن يصادرها جهاز الخدمة السرية"، وبالتالي رفضوا المرور عبر أجهزة الكشف عن المعادن ولم يقتربوا من الإيليبس حيث كان من المقرر أن يلقي ترامب خطابه في الساعة 11 صباحًا.[180]
- 10:15 صباحًا: حوالي هذا الوقت، يُخبر توني أورناتو، برفقة كاسي هاتشينسون، التي كانت مساعدة لمارك ميدوز، ميدوز عن مؤيدي ترامب المسلحين.[177]
- 10:30 صباحًا: ينفصل بنيامين فيليبس عن مجموعته لركن سيارته، حيث لا يلتقي بهم لاحقًا ولكنه يموت من السكتة الدماغية في مستشفى جامعة جورج واشنطن.[181]
- 10:30 صباحًا: بدأ 200 إلى 300 من فتيان الفخر مسيرتهم عبر المول الوطني باتجاه مبنى الكابيتول الأمريكي.
- 10:47 صباحًا: يبدأ رودي جولياني خطابًا يطالب بـ"محاكمة بالقتال".[177][182]
- 10:58 صباحًا: يغادر أحد أعضاء فتيان الفخر التجمع ويتجه نحو مبنى الكابيتول.[183] (وفقًا للشهادات اللاحقة، بدأ "بضع مئات" من فتيان الفخر السير شرقًا، "عبر المول... نحو الكابيتول" حوالي الساعة 10:30 صباحًا.)[184]

##### 11:00صباحًا

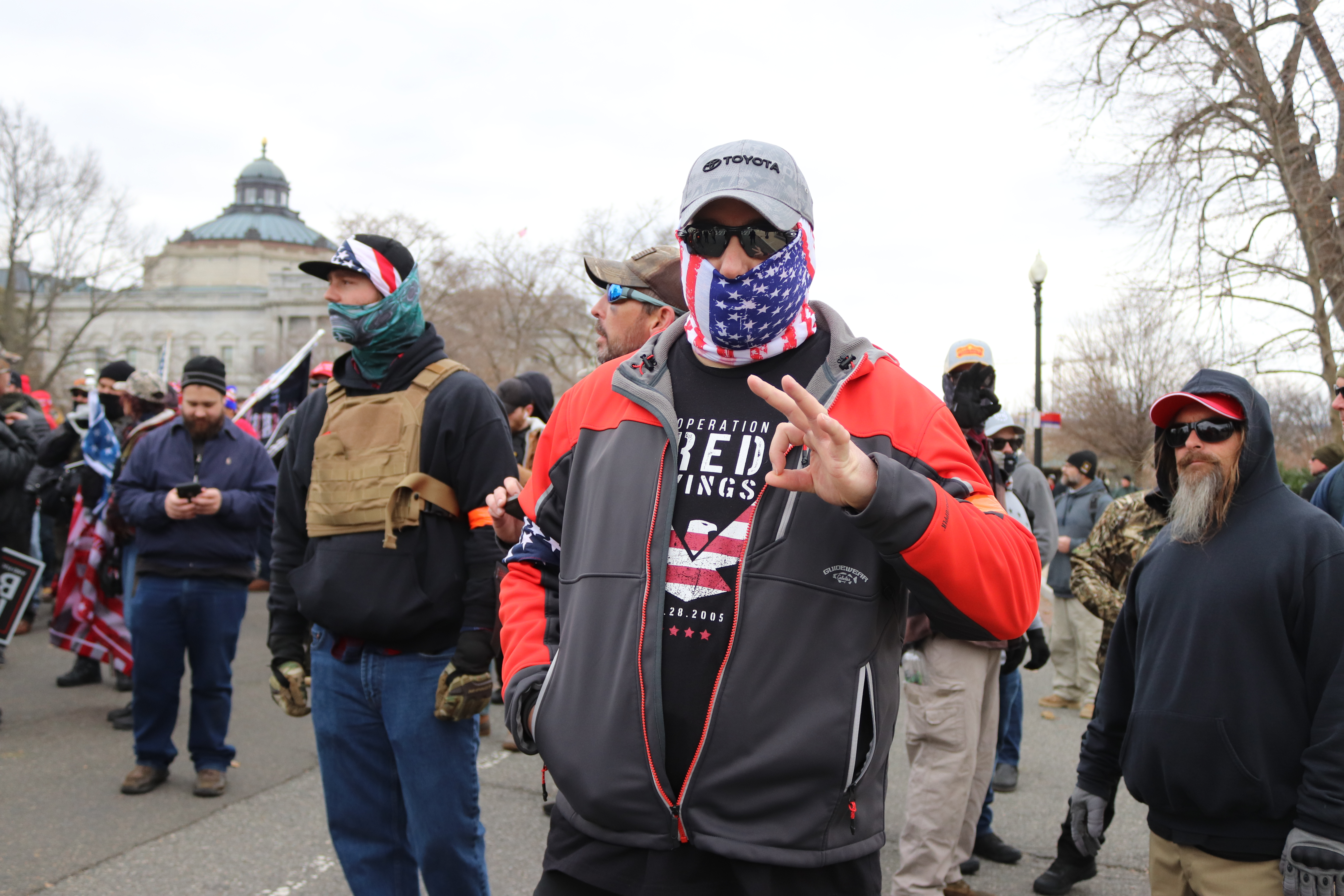
أحد أعضاء مجموعة فتيان الفخر شرق الكابيتول يؤدي إشارة القوة البيضاء في الساعة 11:54 صباحًا.

- 11:00 صباحًا: الإيليبس، الواقعة جنوب البيت الأبيض، ممتلئة بمؤيدي ترامب.[172]
- 11:06 صباحًا: "لا يوجد سجل رسمي يُظهر أن الرئيس ترامب تلقى أو أجرى مكالمة بين الساعة 11:06 صباحًا و6:54 مساءً"، صرحت النائبة إلين لوريا في جلسة استماع علنية بعد عام.[185] (تم أيضًا الإبلاغ عن بدء غياب المكالمات في الساعة 11:17 صباحًا.)[186] ومع ذلك، قال المدعون في وقت لاحق إنهم حصلوا على بيانات من هاتف محمول كان يستخدمه ترامب في يوم الهجوم، بما في ذلك متى كان يستخدم تويتر والمواقع الأخرى التي زارها.[187]
- 11:23 صباحًا: وفقًا للتقرير النهائي للجنة مجلس النواب: "عرض ثلاثة رجال يرتدون زيًا عسكريًا من مقاطعة بروارد، فلوريدا، أسلحة AR-15 أمام ضباط MPD في شارع 14th وشارع الاستقلال. وأشار MPD عبر الراديو إلى أن أحد الأفراد ربما كان مسلحًا بـ'غلوك' في شارع 14th وشارع الدستور، وآخر ربما كان مسلحًا بـ'بندقية' في شارع 15th وشارع الدستور حوالي الساعة 11:23 صباحًا."[188]
- 11:30 صباحًا:
  - وزير الدفاع بالإنابة كريستوفر سي. ميلر يشارك في تمرين طاولة مائدة بشأن خيارات استجابة وزارة الدفاع للطوارئ للاحتجاجات في العاصمة.[189]
  - وصلت موكب نائبة الرئيس المنتخبة كامالا هاريس إلى مقر الحزب الديمقراطي الوطني. (وكانت قوات الأمن ستكتشف قنبلة أنابيب في الساعة 1:07 ظهراً، على بعد عدة ياردات فقط من حيث مر موكبها عبر مرآب مقر الحزب الديمقراطي، وكانوا سيقومون بإخلاء هاريس بعد سبع دقائق من ذلك.)[190]
- 11:46 صباحًا: بعض فتيان الفخر، بما في ذلك جو بيغز وإيثان نورديان، مجتمعين في المكان الذي سيُلقي فيه ترامب خطابه.[191]
- 11:50 صباحًا (تقريبًا): من وراء الكواليس في الإيليبس، يمكن لترامب أن يرى أن المشاهدين عبر التلفزيون سيظنون أن المكان ليس ممتلئًا بالكامل. وذلك لأن حوالي نصف مؤيديه البالغ عددهم 53,000 شخص رفضوا أن يتم فحصهم من خلال أجهزة الكشف عن المعادن وبالتالي لم يدخلوا المنطقة. صرخ ترامب (كما شهدت كاسي هاتشينسون لاحقًا): "لا [يهمني] أنهم يمتلكون أسلحة. هم ليسوا هنا لإيذاء أنا. أخرجوا [الـ] ماجنات! دعوا شعبي يدخل. يمكنهم المسير إلى الكابيتول من هنا. أخرجوا [الـ] ماجنات]."[180]
- 11:57 صباحًا: يبدأ الرئيس ترامب خطابه الذي يستمر لأكثر من ساعة.[163][192] يكرر الادعاءات بأن الانتخابات قد سُرقت، ينتقد نائب الرئيس مايك بنس بالاسم عدة مرات (على الرغم من أن هذا لم يكن جزءًا من ملاحظاته المعدة مسبقًا)،[193] يتهم الجمهوريين الآخرين بعدم فعل ما يكفي لدعم ادعاءاته، ويصرح أنه سوف يسير مع الحشد إلى الكابيتول.[194]

##### 12:00 مساءً
- 12:00 مساءً:
  - تُرسل رسالة إلكترونية من إدارة الحماية الفيدرالية تقارير تفيد بأن حوالي 300 من أعضاء مجموعة "براود بويز" يتواجدون في مبنى الكابيتول، وأن رجلاً في شجرة بالقرب من الإيليبس يحمل ما يبدو أنه بندقية، وأن بعض من 25,000 شخص حول البيت الأبيض يخفون حقائبهم في الأشجار.[151] كما تحذر الرسالة من أن "براود بويز" يهددون بإغلاق نظام المياه في وسط المدينة.[151]
  - بين الساعة 12:00 والساعة 1:00 مساءً، تقوم خدمة المتنزهات الوطنية بتوقيف شخص يحمل بندقية.[188]
- 12:05 مساءً: النائب بول غوسار يغرّد مطالبًا من بايدن بالاعتراف بالهزيمة بحلول صباح اليوم التالي.[195][196]
- 12:16 مساءً: ترامب يخاطب الحشد قائلاً: "أنا أعلم أن الجميع هنا سيغادرون قريباً متجهين إلى مبنى الكابيتول للاحتجاج بطريقة سلمية ووطنية لرفع أصواتهم." وينهي خطابه قائلاً: "نقاتل، نقاتل بشدة وإذا لم تقاتلوا بشدة، فلن تكون لديكم دولة بعد الآن. لذا دعونا نذهب سيرًا على الأقدام إلى شارع بنسلفانيا."[197][198]
- 12:20 مساءً: يكتب ضابط في إدارة الحماية الفيدرالية في رسالة بريد إلكتروني: "الرئيس يحث المتظاهرين على التوجه إلى أراضي الكابيتول والاستمرار في الاحتجاج هناك."[151]
- 12:26 مساءً: يصل نائب الرئيس مايك بنس إلى الكابيتول.[163]
- 12:28 مساءً: يُبلغ ضابط في إدارة الحماية الفيدرالية عن تحرك 10,000 إلى 15,000 شخص باتجاه الكابيتول عبر شارع بنسلفانيا وشارع الدستور وشارع ماديسون.[151]

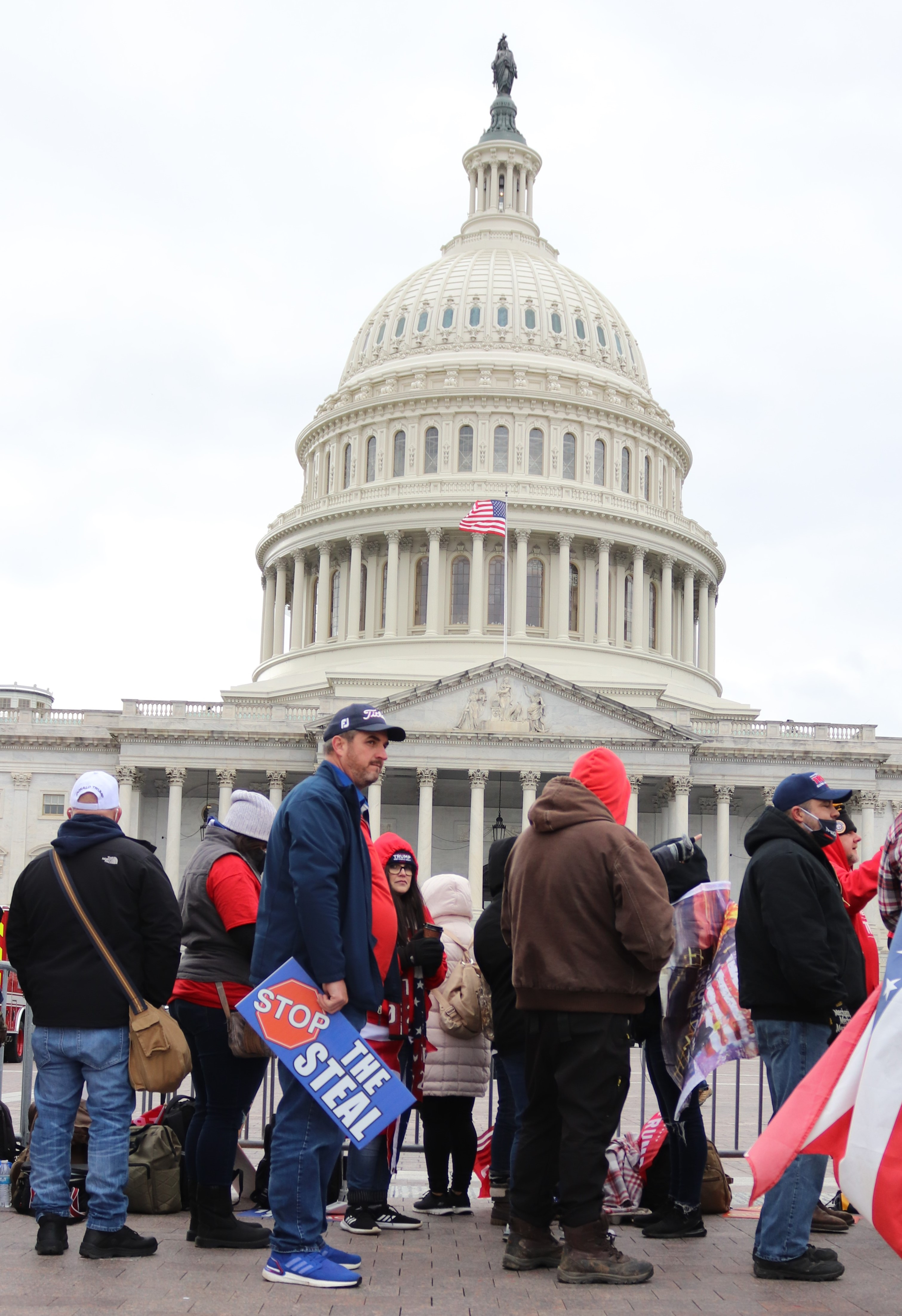
أنصار ترامب يتجمعون أمام الساحة الشرقية للكابيتول الساعة 12:09 مساءً.

- بعد الساعة 12:30 مساءً بقليل: يرسل مساعد السيناتور رون جونسون، شون رايلي، رسالة نصية إلى مساعد نائب الرئيس، كريس هودجسون، يخبره أن جونسون "يحتاج إلى تسليم شيء إلى نائب الرئيس، يرجى التوجيه." يسأل هودجسون: "ما هو هذا الشيء؟" يرد رايلي: "قوائم بديلة للناخبين لولاية ميشيغان وويسكونسن لأن الأرشيفي لم يتلقاها." يجيب هودجسون: "لا تعطه هذا." [199]
- الساعة 12:30 مساءً: حشود من أنصار ترامب يتجمعون خارج مبنى الكابيتول الأمريكي.[200]
- الساعة 12:45 مساءً:
  - استجاب مكتب التحقيقات الفيدرالي، وشرطة الكابيتول، ومكتب الكحول والتبغ والأسلحة النارية والمتفجرات (ATF) للعثور على قنبلة أنبوبية خارج مقر اللجنة الوطنية للحزب الجمهوري، [201] التي كانت قد زرعت في الليلة السابقة.[156]
  - يصل أعضاء "براود بويز" إلى نصب السلام شمال غرب الكابيتول.[163]
- الساعة 12:49 مساءً:
  - تستجيب شرطة الكابيتول للتقرير عن جهاز تفجير محتمل في مقر اللجنة الوطنية للحزب الجمهوري، والذي يتم التعرف عليه لاحقًا على أنه قنبلة أنبوبية.[200][202] سيتم العثور على قنبلة أنبوبية ثانية في مقر اللجنة الوطنية للحزب الديمقراطي الساعة 1:07 مساءً.[203] تم إخلاء المباني المجاورة لهذه المقرات.[204] وصف المسؤولون في وقت لاحق القنابل الأنبوبية بأنها "قابلة للتفجير"، لكنها لم تنفجر أبداً.[205]
  - قامت الشرطة بتمشيط المنطقة وحددت مركبة كانت تحتوي على مسدس واحد، وبندقية هجومية من نوع M4 Carbine مع مخزن مليء، ومكونات لـ11 قنبلة مولوتوف مع نابالم محلي الصنع. حوالي الساعة 6:30 مساءً، تم القبض على السائق وهو يحمل مسدسين غير مسجلين أثناء عودته إلى المركبة. وهو غير مشتبه فيه بزراعة القنابل الأنبوبية.[204][206] اعتبارًا من 2024، لا يزال غير معروف من الذي زرعها.[205]
  - تم تصوير جو بيغز وإيثان نوردين مرة أخرى في الفيديو في الحشد خارج الكابيتول.[207]
- الساعة 12:52 مساءً: بعض أعضاء "أوث كيبرز"، بمن فيهم جيسيكا واتكينز، يغادرون الإيليبس.[208]
- الساعة 12:53 مساءً: يطغى المتمردون على الشرطة على المحيط الخارجي غرب مبنى الكابيتول، حيث يدفعون جانبًا السياجات المؤقتة. من الجدير بالذكر أن رايان سامسيل (المُدان في 2024)[209] "أزال سترته الجينز، وقلب قبعة 'اجعل أمريكا عظيمة مرة أخرى' إلى الوراء، وبدأ في تمزيق حواجز الدراجات التي كانت تُستخدم لتشكيل خط دفاع"، كما ورد في NBC 5 دالاس-فورت وورث. هذا دفع ضابطة شرطة الكابيتول كارولين إدواردز إلى الوراء؛ وتم إغماؤها لفترة قصيرة.[210] بعض المحتجين يتبعون على الفور نحو الكابيتول، بينما يظل آخرون، على الأقل في البداية، وراءهم ويعظون الآخرين: "لا تفعلوا ذلك. أنتم تخالفون القانون."[211][212]
- الساعة 12:57 مساءً: أفاد ضباط خدمة الحماية الفيدرالية أن الحاجز الأمني لشرطة الكابيتول على الجانب الغربي من مبنى الكابيتول قد تم اختراقه من قبل مجموعة كبيرة.[151] بحلول الساعة 1:03 مساءً، تمكنت طلائع المتمردين من اجتياح ثلاث طبقات من الحواجز ودفعوا ضباط الشرطة إلى قاعدة درجات الكابيتول الغربية.[202]
- الساعة 12:58 مساءً: يطلب المدير سند من رئيس أمن مجلس النواب بول د. إيرفينغ ورئيس أمن مجلس الشيوخ مايكل سي. ستينغر إعلان حالة الطوارئ وطلب نشر الحرس الوطني. أفاد إيرفينغ وستينغر أنهما سيرسلان الطلب عبر سلاسل القيادة الخاصة بهما. وبعد وقت قصير، وصل مساعدو القادة البرلمانيين إلى مكتب ستينغر وصُدموا عندما اكتشفوا أنه لم يطلب أي تعزيزات بعد.[200] تُظهر سجلات الهاتف التي تم الحصول عليها في جلسات الاستماع في مجلس الشيوخ أن سند تواصل لأول مرة مع إيرفينغ لطلب الحرس الوطني في الساعة 12:58 مساءً في يوم الهجوم. ثم اتصل بسكرتير مجلس الشيوخ في ذلك الوقت، مايكل ستينغر، في الساعة 1:05 مساءً. كرر سند طلبه في مكالمة في الساعة 1:28 مساءً ثم مرة أخرى في الساعة 1:34 مساءً، 1:39 مساءً و1:45 مساءً من نفس اليوم.[213] يمتلك مجلس شرطة الكابيتول الذي يتكون من مهندس الكابيتول، رئيس أمن مجلس النواب، ورئيس أمن مجلس الشيوخ، السلطة لطلب الحرس الوطني إلى الكابيتول، ولكنهم اتخذوا قرارًا بعدم القيام بذلك قبل ثلاثة أيام.[214][215]

##### الساعة 1:00 مساءً
- الساعة 1:00 مساءً:

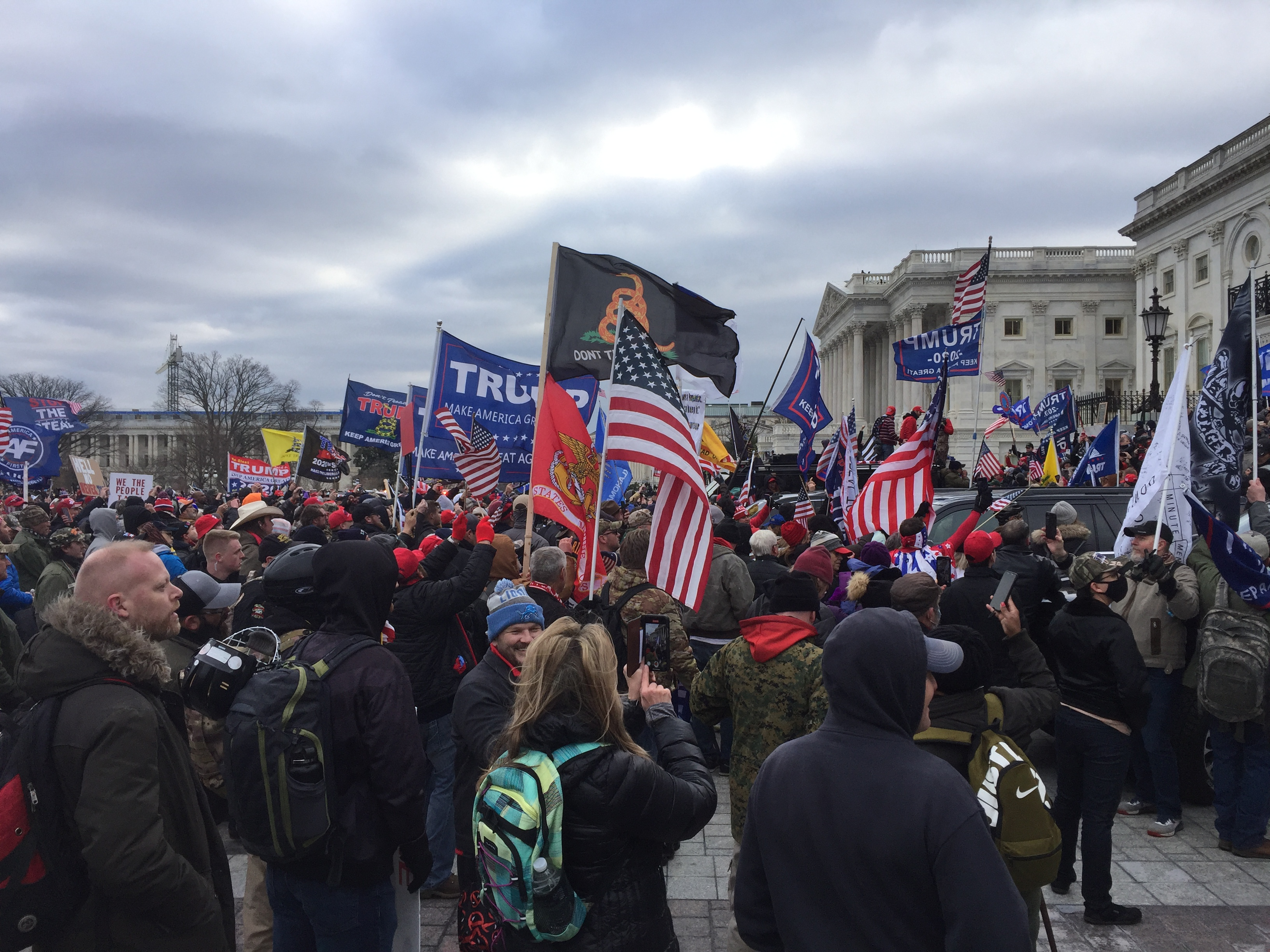
الجانب الشرقي من الكابيتول الساعة 2:03 مساءً

  - يسير أعضاء مجلس الشيوخ ونائب الرئيس بينس إلى قاعة مجلس النواب.[172]
  - يطلب رئيس شرطة الكابيتول ستيفن سند من رئيس شرطة العاصمة دي سي كونتي، الذي يرسل 100 ضابط إلى مجمع الكابيتول، حيث وصل أولهم في غضون 10 دقائق.[200]
- الساعة 1:02 مساءً: يرفض بينس اتباع خطة ترامب لاختيار المندوبين، ويغرد برسالة[216] يقول فيها جزئيًا، إنه من حكمتي المدروسة أن يميني في دعم والدفاع عن الدستور يمنعني من ادعاء السلطة الأحادية لتحديد أي الأصوات الانتخابية يجب احتسابها وأيها يجب عدم احتسابها. لم يُظهر بينس هذه الرسالة للمستشار القانوني في البيت الأبيض مسبقًا.[217]
- الساعة 1:05 مساءً:
  - يعقد الكونغرس جلسة مشتركة لتأكيد فوز جو بايدن الانتخابي.[172]
  - يتلقى وزير الدفاع بالوكالة ميلر تقارير من المخابرات مفتوحة المصدر تفيد بأن المتظاهرين في طريقهم إلى الكابيتول الأمريكي.[189]
- الساعة 1:07 مساءً: السلطات تتوجه إلى مقر اللجنة الوطنية الديمقراطية بعد اكتشاف القنبلة الأنبوبية الثانية.[156][203] عندما وصلت الشرطة، كانت نائبة الرئيس المنتخبة كامالا هاريس داخل المبنى.[203] كانت قد أمضت أكثر من ساعة ونصف في المبنى ويجب إجلاؤها الآن.[205]
- الساعة 1:10 مساءً: ينهي ترامب خطابه داعيًا أنصاره للمسير نحو مبنى الكابيتول:[189][218][219][220] إذا لم تقاتلوا كما الجحيم، فلن يكون لديكم بلد بعد الآن....سوف نحاول أن نقدم لهم [الجمهوريين] النوع من الفخر والشجاعة التي يحتاجونها لاستعادة بلدنا...الديمقراطيون لا أمل فيهم—لم يصوتوا على شيء. حتى على صوت واحد. ولكننا سنحاول أن نقدم لجمهوريينا، الضعفاء لأن الأقوياء لا يحتاجون إلى أي مساعدة منّا. سنحاول أن نقدم لهم النوع من الفخر والشجاعة التي يحتاجونها لاستعادة بلدنا.
- الساعة 1:11 مساءً: وصول أولى ضباط شرطة العاصمة إلى ساحة الغرب السفلى لمواجهة المتمردين الذين يقتربون من الكابيتول
- الساعة 1:12 مساءً: النائب بول جوسار (جمهوري - أريزونا) و السيناتور تيد كروز (جمهوري - تكساس) يعترضان على تصديق الأصوات التي تم الإدلاء بها في انتخابات الرئاسة الأمريكية 2020 في أريزونا. تنفصل الجلسة المشتركة إلى مجلس النواب ومجلس الشيوخ لمناقشة الاعتراض.[172]
- الساعة 1:14 مساءً: بسبب قنبلة الأنابيب (انظر الساعة 1:07 مساءً)، يتم إخلاء نائبة الرئيس المنتخبة كامالا هاريس من مقر الحزب الديمقراطي الوطني.[203]
- الساعة 1:17 مساءً: موكب ترامب يغادر "الإليبس".[221] كما استذكر ترامب لاحقًا في حديثه مع الصحفي جوناثان كارل: "كنت سأذهب [إلى الكابيتول] ثم قالت لي خدمة الأمن السري، 'لا يمكنك الذهاب.'"[222] قامت خدمة الأمن السري بإعادته إلى البيت الأبيض رغم إرادته. بعد أن تم رفض نقله إلى الكابيتول، تصرف ترامب بغضب، وفقًا لعدة شهود أدلوا بشهاداتهم أمام لجنة مجلس النواب.[223][224][225][226][227][228][229] ومع ذلك، وفقًا للسائق (في شهادته بعد نحو عامين)، قال ترامب "لم يمسك بعجلة القيادة. لم أره، كما تعلم، يندفع لمحاولة الجلوس في المقعد الأمامي على الإطلاق."[230]
- الساعة 1:19 مساءً: يصل موكب ترامب إلى البيت الأبيض.[177]
- الساعة 1:21 مساءً:
  - يدخل ترامب إلى البيت الأبيض.[231][232]
  - "يحتوي دفتر اليومية الرئاسي... على معلومات غير متوفرة للفترة بين الساعة 1:21 مساءً و 4:03 مساءً"، كما قالت النائبة إلين لوريا في جلسة استماع علنية بعد عام. "كان المصور الرئيسي في البيت الأبيض يريد التقاط صور لأنها، بحسب كلماتها، 'مهمة للغاية لأرشيفاته وللتاريخ.' ولكن قيل لها، 'لا صور.'" [185]

#### ترامب يشاهد التلفاز (من الساعة 1:25 حتى 4:03 مساءً)
أخبر موظف في البيت الأبيض ترامب أن إحدى الشبكات التلفزيونية لم تبث خطابه بالكامل لصالح عرض لقطات من أعمال الشغب في الكابيتول. عندما أخبره الموظف (بالتقريب) "إنهم يثيرون الشغب هناك في الكابيتول"، قال ترامب (بالتقريب) "حقًا؟" وطلب أن يراه على التلفاز. أثناء سيرهم إلى غرفة الطعام الدائرية، قام الموظف بإزالة "معطفه الخارجي"، وأدخل التلفاز إلى غرفة الطعام، وأعاد تشغيله من بداية خطاب ترامب بدلاً من البث المباشر، وسلمه جهاز التحكم عن بعد. غادر الموظف لفترة وجيزة وعاد مع كوكا كولا دايت، وفي تلك اللحظة كان ترامب لا يزال يشاهد التغطية التلفزيونية. (كما روى الموظف في البيت الأبيض أثناء مقابلة مع لجنة مجلس النواب الخاصة بـ 6 يناير.)
وفقًا للتقرير النهائي للجنة مجلس النواب الخاصة بـ 6 يناير:
"إليك ما فعله الرئيس ترامب خلال الـ 187 دقيقة بين نهاية خطابه عندما أخبر أخيرًا المحتجين بالعودة إلى منازلهمساء: لساعات، كان يشاهد الهجوم من خلال شاشته التلفزيونية. كانت قناته المفضلة هي فوكس نيوز. أرسل بعض التغريدات، بعضها بناءً على رغبته الخاصة وبعضها فقط بناءً على طلب متكرر من ابنته ومستشاريه الموثوقين. أجرى عدة مكالمات هاتفية، بعضها مع محاميه الشخصي رودولف جولياني، وبعضها مع أعضاء في الكونغرس بشأن استمرار اعتراضاتهم على التصديق الانتخابي، رغم أن الهجوم كان قد بدأ بالفعل."

إليك ما لم يفعله الرئيس ترامب: لم يتصل بأي وكالة قانونية معنية لضمان عملها لاحتواء العنف. لم يتصل بوزير الدفاع؛ لم يتصل بالمدعي العام؛ لم يتصل بوزير الأمن الداخلي. ولعدة ساعات متواصلة، رفض الطلبات المتكررة—من جميع من تحدثوا معه—بأن يخبر الحشد بالعودة إلى منازلهم.
أكد مساعدو ترامب أنه شاهد التغطية التلفزيونية، لكن ترامب نفسه رفض الاعتراف بذلك. بعد شهرين من الهجوم على الكابيتول، قال لصحفي جوناثان كارل: "عندما عدت [إلى البيت الأبيض]، رأيت—كنت أفكر في العودة [إلى الكابيتول]. كنت أفكر في العودة أثناء المشكلة لإيقافها، للقيام بذلك بنفسي. لم تحب خدمة الحماية السرية هذه الفكرة كثيرًا."
- الساعة 1:25 مساءً:
  - يدخل ترامب إلى غرفة الطعام الخاصة بالمكتب البيضاوي ويبقى هناك، يشاهد قناة فوكس نيوز، حتى بعد الساعة 4 مساءً.[236] (بعد ثلاثة أشهر، اعترف ترامب لصحفي بأنه "فقدت شرطة الكابيتول السيطرة" على الحشد، لكنه ادعى أنه لم يسمع عن الهجوم أثناء الاجتماعات مع رئيس موظفيه، واكتشفه "لاحقًا، ومن بعد فوات الأوان" عندما قام بتشغيل التلفاز.)[237]
  - السكرتيرة الصحفية للبيت الأبيض ستيفاني غريشام ترسل رسالة نصية إلى السيدة الأولى ميلانيا ترامب: "هل تريدين تغريد أن الاحتجاجات السلمية هي حق لكل أمريكي، ولكن لا مكان للانفلات القانوني والعنف؟" وترد فورًا: "لا".[238] (لم تغرد ميلانيا ترامب على الإطلاق في يوم الهجوم،[239] ولم تغرد لإدانة العنف حتى بعد خمسة أيام من الهجوم.[240])
- الساعة 1:26 مساءً: شرطة الكابيتول الأمريكية تأمر بإخلاء ما لا يقل عن مبنيين في مجمع الكابيتول، بما في ذلك مبنى كانن لمكاتب مجلس النواب ومبنى ماديسون في مكتبة الكونغرس.[189][241][242]
- الساعة 1:30 مساءً:
  - شرطة الكابيتول تجد نفسها عاجزة عن التصدي وتنسحب إلى أعلى درجات الكابيتول.[172] يرى المشرعون الشرطة في القاعات.[163]
  - أعداد كبيرة من مؤيدي ترامب يسيرون من الإيليبس لمسافة 1.5 ميل نزولاً جادة بنسلفانيا نحو الكابيتول. يشاهد المشرعون اقترابهم عبر مقاطع الفيديو على الإنترنت.[163]
- الساعة 1:34 مساءً: عمدة واشنطن مورييل باوزر تطلب عبر الهاتف من وزير الجيش رايان دي مكارثي إرسال عدد غير محدد من القوات الإضافية.[189]
- الساعة 1:35 مساءً: في مناقشات مجلس الشيوخ، يحذر زعيم الأغلبية في مجلس الشيوخ ميتشل ماكونيل (جمهوري–كنتاكي) من أن رفض المصادقة على نتائج الانتخابات بناءً على أسباب زائفة سيدفع الديمقراطية الأمريكية إلى "حلقة موت".[172]
- الساعة 1:39 مساءً: يربط مفتاح التحويل في البيت الأبيض مع رودي جولياني لمدة 3 دقائق و53 ثانية.[107]
- الساعة 1:49 مساءً:
  - رئيس شرطة الكابيتول ساند يطلب مساعدة فورية من قائد الحرس الوطني لمنطقة كولومبيا (DCNG) اللواء ويليام ج. وولكر.[149][189] يقوم اللواء وولكر بتحميل الجنود في الحافلات في انتظار الحصول على إذن من وزير الجيش لنقلهم.[149]
  - ترامب يغرد بفيديو لإعادة بث كلمة تجمع الإيليبس التي انتهى منها قبل نصف ساعة.[163][243]
- الساعة 1:50 مساءً: قائد الحوادث في شرطة العاصمة، روبرت غلوفر، يعلن عن تمرد.[244]
- الساعة 1:51 مساءً:
  - مؤيد ترامب أليكس جونز يتحدث من مكبر الصوت إلى الحشد على الجانب الغربي، حاثًا إياهم على البقاء سلميين وعدم "مقاتلة الشرطة". ويوجههم إلى "الجانب الآخر [الشرقي]" حيث يدعي أن لديهم تصريحًا ومنصة.[245]
  - مقدم البرامج الإذاعية ومدير FEMA السابق مايكل د. براون يغرد بالادعاء الكاذب بأن الأشخاص الذين يخترقون أمن الكابيتول من المحتمل أن يكونوا أنتيفا، متظاهرو حياة السود مهمة، أو مرتزقة آخرون متنكرون كمؤيدي ترامب، ويقترح أن الهجوم قد يكون عملية حرب نفسية.[246][247]
- الساعة 1:54 مساءً: تود هيرمان، الذي يقدم برنامج The Rush Limbaugh Show، يخبر جمهوره الوطني الكبير بمطالبة براون بأن الأشخاص الذين يخترقون الأمن ليسوا من مؤيدي ترامب.[246][248]
- الساعة 1:55 مساءً: تم إبلاغ جهاز الخدمة السرية أنهم لن يذهبون إلى الكابيتول، بعد أن تم الاحتفاظ بالموكب في البيت الأبيض من أجل القيام بذلك.
- الساعة 1:58 مساءً: على الجانب الشرقي من الكابيتول، تتراجع قوة الشرطة الأصغر بكثير من حشد آخر، حيث تزيل حاجزًا على الزاوية الشمالية الشرقية من المبنى. كان أعضاء حراس القسم كينيث هارلسون (الذي تم اتهامه لاحقًا بـالتمرد) وجيسون دولان قد وصلوا إلى الجانب الشرقي من الكابيتول "قبل الساعة الثانية ظهرًا بقليل."[170][249]
- الساعة 1:59 مساءً: رئيس شرطة الكابيتول ساند يتلقى أول التقارير التي تفيد بأن المشاغبين قد وصلوا إلى أبواب ونوافذ الكابيتول وكانوا يحاولون اقتحامها.[250]
- الساعة 1 مساءً: تم إضافة القضيب والمشنقة إلى المشنقة.[168]

##### الساعة 2:00 مساءً
- الساعة 2:00 مساءً:
  - يقوم الحشد بإزالة آخر حاجز يحمي الجانب الشرقي من الكابيتول.[202]
  - أليكس جونز، وهو يلتف حول الجانب الشمالي للكابيتول، ينتقل من الجانب الغربي إلى الجانب الشرقي.[251]
- الساعة 2:03 مساءً: يتم الاتصال بمكتب البيت الأبيض مع رودولف جولياني لمدة 8 دقائق.[107]
- الساعة 2:05 مساءً: يتم إعلان وفاة كيفن جريسون بعد إصابته بنوبة قلبية في الهواء الطلق على أراضي الكابيتول.[252]
- الساعة 2:06 مساءً: يقوم المشاغبون باختراق خط الشرطة الجديد في الجانب الشرقي من الكابيتول ويتوجهون إلى الأعلى نحو أبواب كولومبوس، المعروفة أيضًا بأبواب الروتندا. يتفاوض فريق تصوير جونز مع ضباط شرطة الكابيتول.[251]
- الساعة 2:10 مساءً:
  - الحشد غرب الكابيتول يطارد الشرطة عبر السلالم، مختراقين الحاجز الأخير ويقتربون من مدخل أسفل قاعة مجلس الشيوخ مباشرة.[202]
  - يطلب رقيب مجلس النواب إيرفينغ من الرئيس ساند عبر الهاتف الموافقة الرسمية لطلب المساعدة من الحرس الوطني.[200]

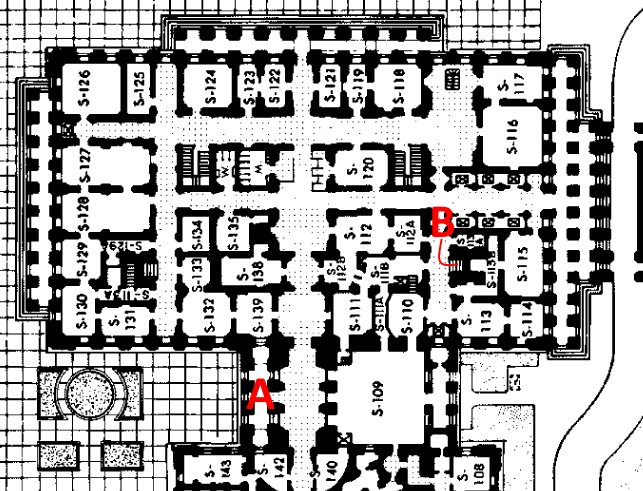
خطة الطابق الأول من جانب مجلس الشيوخ في الكابيتول. "أ" تشير إلى مكان أول اختراق للمبنى في الساعة 2:11 مساءً. "ب" تشير إلى مكان ضابط شرطة الكابيتول في مدخل قبل التراجع عبر السلالم الساعة 2:14 مساءً.

- الساعة 2:11 مساءً: يقوم المشاغب دومينيك بيزولا، باستخدام درع شغب بلاستيكي مسروق، بكسر نافذة في الجانب الشمالي الغربي من الكابيتول في جناح مجلس الشيوخ.[250]
- الساعة 2:12 مساءً:
  - مايكل سباركس، الذي يرتدي سترة تكتيكية، يتسلق من خلال النافذة التي كسرها بيزولا (رغم أن مشاغبين آخرين يصرخون فيه بعدم فعل ذلك)، ليصبح أول مشاغب يدخل الكابيتول. يقوم أحد ضباط الشرطة برش رذاذ الفلفل في وجهه، لكن ذلك لم يوقفه. وعند دخوله، يفتح الباب للآخرين.[202][250][253][254]
  - تبدأ الشرطة بتفكيك قنبلة أنبوبية خارج مقر اللجنة الوطنية الديمقراطية.[255]
- الساعة 2:13 مساءً:
  - رسائل في دردشة مجلس الأمن القومي تفيد بأن "نافذتين تم تحطيمهما" و "تم اختراق الكابيتول".[256]
  - يتم إجلاء نائب الرئيس بنس من قاعة مجلس الشيوخ بواسطة ضابط الأمن السري المسؤول عنه، تيم جيبلز،[217] الذي يأخذه إلى مكتب قريب يبعد حوالي 100 قدم من المدخل.[250]
  - يتم رفع الجلسة في مجلس الشيوخ.[202]
- الساعة 2:14 مساءً:
  - يطارد سباركس ومشاغبون آخرون ضابط شرطة الكابيتول الوحيد، يوجين جودمان، عبر السلالم الشمالية الغربية، حيث توجد أبواب تؤدي إلى قاعة مجلس الشيوخ في كلا الاتجاهين، بينما يحاول الشرطة داخل القاعة إغلاق الأبواب.[202][253] يقترب الحشد من مكان اختباء نائب الرئيس بنس (الذي هرب إليه قبل دقيقة واحدة) بمسافة 40 قدمًا، لكنهم لا يرونه.[250][257] يقود الضابط جودمان الحشد إلى دعم في مقدمة مجموعة من أبواب مجلس الشيوخ بينما يحاول أعضاء مجلس الشيوخ داخل القاعة الإخلاء.[202]
  - يدخل فخور بلوي، جو بيغز، إلى مبنى الكابيتول.[258]
  - النائب غوسار يتحدث إلى مجلس النواب ضد تصديق أصوات ولاية أريزونا الانتخابية.
  - يبلغ ضباط خدمة الحماية الفيدرالية بأن الكابيتول قد تم اختراقه.[151]
- الساعة 2:15 مساءً: يستخدم المشاغبون مطرقة لكسر وفتح باب.[259]
- الساعة 2:16 مساءً: يبلغ ضباط خدمة الحماية الفيدرالية بأن مجلس النواب ومجلس الشيوخ يتم إغلاقهما.[151]
- الساعة 2:18 مساءً:
  - يحذر مسؤول في دردشة مجلس الأمن القومي بأن "نائب الرئيس قد يكون عالقًا في الكابيتول" إذا لم يتخذ الأمن قرارًا بتحريكه خلال دقيقتين إلى ثلاث دقائق.[256]
  - يتم إجلاء رئيسة مجلس النواب نانسي بيلوسي (ديمقراطية–كاليفورنيا) من القاعة بواسطة فريقها الأمني.[148][260] يواصل النائب غوسار الحديث إلى مجلس النواب، على الرغم من الفوضى، بينما يتدخل النائب جيم مكغفرن (ديمقراطي-كاليفورنيا) بصفته رئيسًا.[261]
  - يتم رفع الجلسة في مجلس النواب.[262]
- الساعة 2:20 مساءً: تقرير دردشة مجلس الأمن القومي يشير إلى اختراق "الطابق الثاني" و"باب مجلس الشيوخ".[256]
- الساعة 2:22 مساءً: يتلقى وزير الجيش مكارثي مكالمة هاتفية مع العمدة بوزر، نائب عمدة واشنطن جون فالسيتشيو، مدير وكالة الأمن الداخلي وإدارة الطوارئ في واشنطن كريستوفر رودريغيز، وقيادة شرطة العاصمة حيث يتم طلب دعم إضافي من الحرس الوطني لواشنطن.[189]
- الساعة 2:23 مساءً:
  - يحاول المشاغبون اختراق خط الشرطة المكون من الحواجز المصنوعة من رفوف الدراجات. بينما يقوم ضابط شرطة برش الحشود بمادة كيميائية، يرفع المشاغب جوليان إيلي خاتر ذراعه فوق الحشد ويرش مادة كيميائية نحو ضابط شرطة الكابيتول الأمريكي بريان سيكنيك، الذي توفي في اليوم التالي بسبب السكتة الدماغية.[263][264]
  - محادثة عبر راديو شرطة العاصمة واشنطن: "نحن بدأنا نُحاصر. إنهم يأخذون السقالة الأمامية الشمالية"، يقول أحدهم. ثم يحذر صوت آخر في الراديو: "إلا إذا حصلنا على المزيد من الذخيرة، لن نتمكن من الصمود". الرد: "لقد تم اختراق باب، والناس يكتسبون وصولًا إلى الكابيتول."[265]
  - تسير نانسي بيلوسي عبر المجمع وهي تتحدث في الهاتف. تقول إنه إذا لم يتمكن الكونغرس من "إتمام الإجراءات"، فسيكون المتمردون "قد حققوا انتصارًا كاملاً".[266]
- الساعة 2:24 مساءً:
  - تشير الإدخالات في دردشة مجلس الأمن القومي إلى وجود "انفجارات على درجات القبة" و"الخدمة في الكابيتول لا تبدو جيدة الآن". عندما تم إجراء مقابلة مع المسؤول الذي كتب هذا لاحقًا من قبل لجنة مجلس النواب الخاصة بـ 6 يناير، شرح التعليق الثاني: "أعضاء فريق نائب الرئيس في ذلك الوقت بدأوا يخشون على حياتهم... كنا قريبين جدًا من أن يتم استخدام خيارات مميتة من قبل الخدمة أو الأسوأ... كانوا يصرخون ويقولون أشياء مثل 'قل وداعًا للعائلة'." (لم تكشف اللجنة عن اسم المسؤول.)[256]
  - كاسي هاتشينسون تسمع ترامب يكرر استخدام كلمة "شنق" في محادثة مع مارك ميدوز قبل تغريدته حول بنس.[267]
  - الرئيس ترامب يغرد قائلاً: "لم يكن لدى مايك بنس الشجاعة لفعل ما كان يجب فعله لحماية بلدنا ودستورنا، من خلال إعطاء الولايات فرصة لتصديق مجموعة من الحقائق المعدلة، وليس تلك المزورة أو غير الدقيقة التي طُلب منها التصديق عليها سابقًا. أمريكا تطالب بالحقائق!"[172] عندما أعادت تويتر حساب ترامب في نوفمبر 2022، كانت هذه التغريدة قد اختفت.[268] كتبت لجنة التحقيق الخاصة بمجلس النواب حول أحداث 6 يناير أن هذه التغريدة "ألهبت وأزّمت عنف الحشد"؛ وكان هذا التقييم جزءًا من إحالة اللجنة الجنائية لترامب بتهمة التمرد.[269] وبالمثل، كتبت اللجنة في تقريرها النهائي: "على الفور بعد هذه التغريدة، تدفق الحشود داخل وخارج مبنى الكابيتول بشكل عنيف. خارج المبنى، وخلال عشر دقائق، اجتاحت حشود من المشاغبين الخط الأمني على الجانب الغربي من الكابيتول الذي كان يحرسه وحدة مكافحة الشغب التابعة لقوة شرطة العاصمة، وهو الأمر الذي لم يحدث في تاريخ شرطة العاصمة واشنطن أن يتم اختراق مثل هذا الخط الأمني."[270] بعد ساعة من هذه التغريدة، اشتكى بات سيبولوني لمارك ميدوز قائلاً: "نحتاج إلى فعل شيء أكثر. هم حرفيًا ينادون بشنق نائب الرئيس". اقترح ميدوز أنه لا يوجد شيء يمكن القيام به، نظرًا لأن ترامب "يعتقد أن مايك يستحق ذلك."[271] في مرحلة ما، دخل نيك لونا، أحد المساعدين، إلى غرفة الطعام وأخبر ترامب أن بنس قد تم نقله من أجل سلامته. وأخبر لونا لاحقًا لجنة التحقيق الخاصة بمجلس النواب أنه لا يتذكر كيف رد ترامب،[272] وأخبر المحققين الفيدراليين أن ترامب رد قائلاً: "وماذا في ذلك؟"[273]
- 2:25 مساء:
  - أمر وزير الجيش مكارثي موظفيه بالتحضير لنقل قوة الاستجابة الطارئة، التي يمكن أن تكون جاهزة في غضون 20 دقيقة، إلى الكابيتول.[274]
  - في الدقائق الثلاث التالية، "اقتحم المعتدون أبواب القبة الشرقية، واقتحم آخرون خط الشرطة في قبو الكابيتول، واضطر نائب الرئيس بنس للإخلاء من مكتبه في مجلس الشيوخ، وتم إخلاء النائب مكارثي من مكتبه في الكابيتول"، وفقًا للجنة التحقيق في مجلس النواب حول أحداث 6 يناير في مقدمة تقريرها النهائي.[275]

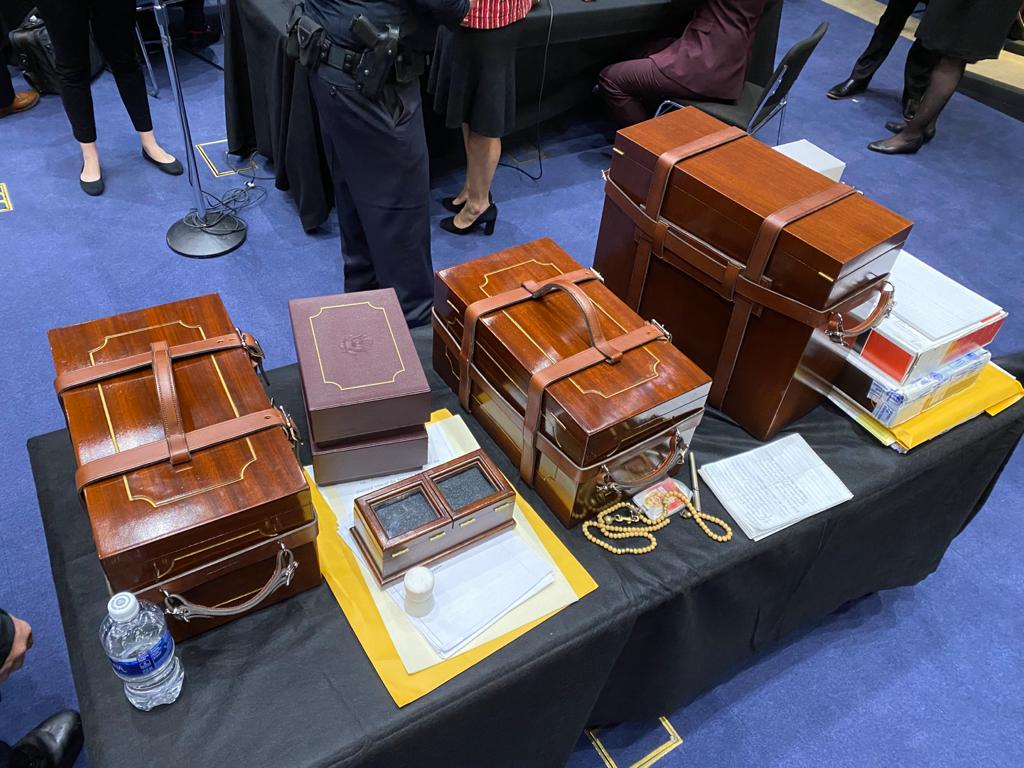
صناديق احتفالية تحتوي على شهادات الكلية الانتخابية للولايات بعد أن تم إخراجها من قاعة مجلس الشيوخ بواسطة موظفي الكونغرس

- 2:26 مساء: مدير الأمن الداخلي في العاصمة كريس رودريغيز ينسق مكالمة جماعية مع العمدة بوزر، ورؤساء شرطة الكابيتول (صند) وشرطة العاصمة (كونتي)، واللواء في الحرس الوطني في العاصمة ووكر. بما أن الحرس الوطني في العاصمة لا يرفع تقاريره إلى حاكم، بل إلى الرئيس، قام اللواء ووكر بتوصيل الاتصال إلى مكتب وزير الجيش، مشيرًا إلى أنه سيحتاج إلى إذن من البنتاغون للنشر. لاحظ اللواء والتر إي. بيا، مدير موظفي الجيش، أن البنتاغون يحتاج إلى إذن من شرطة الكابيتول للانتشار على أراضي الكابيتول. بدأ صند بوصف الخرق من قبل المعتدين لكن المكالمة أصبحت غير مفهومة حيث بدأ العديد من الأشخاص في طرح الأسئلة في نفس الوقت. طلب رئيس شرطة العاصمة روبرت كونتي من رئيس شرطة الكابيتول صند توضيحًا: "ستيف، هل تطلب مساعدات من الحرس الوطني في الكابيتول؟" فأجاب صند قائلاً: "أنا أقدم طلبًا عاجلًا، عاجلًا، وفوريًا للمساعدة من الحرس الوطني". وفقًا لصند، قال اللواء بيا: "أنا لا أحب منظر الحرس الوطني وهم يقفون في خط شرطة مع الكابيتول في الخلفية"، وأنه يفضل أن يخفف الحرس الوطني من المناصب الأمنية حول العاصمة ليتمكن الشرطة من نشرهم إلى الكابيتول. توسّل صند إلى اللواء بيا لإرسال الحرس، لكن اللواء بيا قال إن وزير الجيش مكارثي هو الوحيد الذي يملك السلطة للموافقة على هذا الطلب ولم يتمكن من التوصية بأن يوافق وزير الجيش على الطلب مباشرة إلى الكابيتول. تم وصف المسؤولين في العاصمة بأنهم "مصدومون" من هذه الرسالة. وفي وقت لاحق، صرح مكارثي أنه لم يكن في هذه المكالمة الجماعية لأنه كان بالفعل في اجتماع مع القيادة العليا لوزارة الدفاع.[200] ينازع بيا هذا الوصف للمكالمة، وينفي أنه تحدث عن المناظر ويدعي أنه ظل في المكالمة الجماعية بينما كان كبار المسؤولين في وزارة الدفاع في اجتماع.[276] كما أن الجيش نفى بشكل خاطئ لمدة أسبوعين أن اللواء تشارلز أ. فلين—نائب رئيس هيئة الأركان العامة للجيش للعمليات والتخطيط والتدريب—كان في هذه المكالمة. كان شقيقه مايكل فلين، مستشار الأمن القومي السابق لترامب، قد تعهد بالولاء لنظرية المؤامرة QAnon، رغم أنه لا توجد إشارات تدل على أن اللواء فلين يشارك معتقدات شقيقه.[277]
- 2:26 مساء:
  - ترامب يتصل بالسناتور مايك لي (ر-يوتا)، بعدما قام بالاتصال بالخطأ بالسناتور تومي توبيفيل (ر-ألاباما). يمرر لي هاتفه إلى توبيفيل، الذي يطلع ترامب على أن بنس قد تم إخلاؤه من قاعة مجلس الشيوخ. وقال "قلت له 'السيد الرئيس، لقد أخذوا نائب الرئيس. يريدون مني قطع الاتصال، يجب علي الذهاب'"، كما رواه للصحفيين عن مكالمته.[278]
  - بعد تلقي مكالمة من عمدة واشنطن مورييل إي. بوزر تشير إلى أن وزارة الدفاع رفضت إرسال المساعدة إلى الكابيتول الأمريكي، يقوم وزير الأمن العام في ولاية فيرجينيا، براين موران، بإرسال شرطة ولاية فيرجينيا إلى الكابيتول وفقًا للاتفاقية المتبادلة مع العاصمة.[279]
  - موكب نانسي بيلوسي، الذي كان متجهًا إلى فورت مكناير، يمر بالقرب من قنبلة أنبوبية خارج مقر اللجنة الوطنية الديمقراطية بينما كانت الشرطة لا تزال تقوم بتفكيكها.[255]
  - تظهر لقطات الفيديو الأمنية خدمة الحماية أثناء نقل نائب الرئيس وعائلته إلى مكان آمن جديد.
  - يُستدعى مجلس النواب إلى الجلسة بشكل مؤقت.[280]
- 2:28 مساء:
  - همس أحد موظفي نانسي بيلوسي قائلاً: "هم مع... نحتاج إلى شرطة الكابيتول، أعتقد—تعالوا إلى الرواق. إنهم يطرقون الأبواب في محاولة للعثور عليها."[281]
  - رئيس شرطة الكابيتول ستيفن صند يعيد تأكيد طلبه للحصول على دعم من الحرس الوطني لتعزيز محيط الكابيتول.[282]
- 2:29 مساء: يعود مجلس النواب إلى فترة راحة مرة أخرى.[280]
- 2:30 مساء:
  - وزير الدفاع ميلي، ورئيس هيئة الأركان المشتركة الجنرال مارك ميلي، ووزير الجيش مكارثي يجتمعون لمناقشة طلبات شرطة الكابيتول وحكومة واشنطن.[189]
  - قبيل هذا الوقت، تنشر صحيفة واشنطن تايمز مقالًا للصحفي روان سكاربورو يدعي زورًا أن شركة التعرف على الوجوه XRVision حددت أعضاء من جماعة "أنتيفا" بين الحشد في الكابيتول.[246][283] تصحح الصحيفة القصة في اليوم التالي بعد أن أفادت أخبار بزفيد بأن XRVision هددت الواشنطن تايمز باتخاذ إجراءات قانونية ضد القصة.[283] قبل التصحيح، جمعت القصة 360,000 مشاركة وإعجاب على فيسبوك.[246]
- 2:31 مساء: تنهي الشرطة تفكيك القنبلة الأنبوبية خارج مقر اللجنة الوطنية الديمقراطية.[255]
- 2:32 مساء: المذيعة في قناة فوكس نيوز لورا إنغراهام تغرد إلى كبير موظفي البيت الأبيض ميدوز: "مرحبًا مارك، يجب على الرئيس أن يخبر الناس في الكابيتول بالعودة إلى منازلهم."
- 2:38 مساء: الرئيس ترامب يغرديرجى دعم شرطة الكابيتول وقوات إنفاذ القانون. إنهم حقًا إلى جانب بلادنا. ابقوا هادئين![172][284]

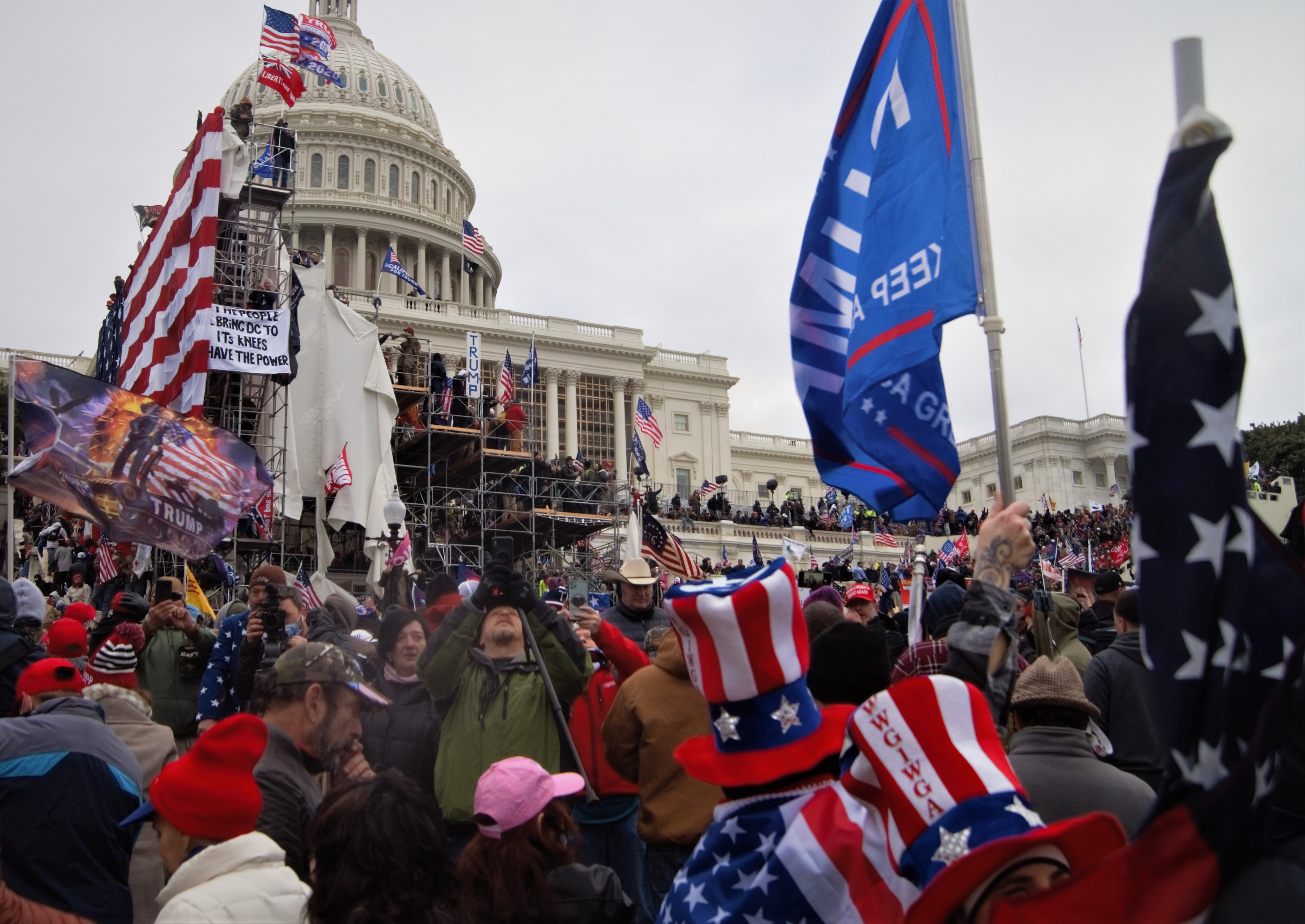
الدرج الغربي للكابيتول في الساعة 2:46م.

- 2:41 مساء: تريستان تشاندلر ستيفنز، باتريك مكوجي الثالث، وديفيد مهافي، الذين تسلقوا السقالة والسلم الجنوبي الغربي قبل بضع دقائق، يقاتلون إلى جانب الجموع في التراس الغربي السفلي. حاولوا حتى الساعة 3:19 م دخول المبنى. (لقد مثلوا لاحقًا في المحكمة معًا وتم إدانة كل منهم وحكم عليه بالسجن.)[285][286][287]
- 2:42 مساء:
  - المتظاهرون الذين يحملون الأعلام يسيرون في الممرات، يركلون أبواب المكاتب، وهم يرددون "دافعوا عن الدستور! دافعوا عن حريتكم!" و"1776!"[288]
  - يتم اختراق قاعة مجلس الشيوخ من قبل المتظاهرين.
  - بحلول هذا الوقت، يكون السيناتور تشاك شومر في "مكان آمن"، ويتم إغلاق مجلس الشيوخ.[289]
  - في "مكان آمن غير معلن" — قاعة صغيرة تحتوي على حوالي 50 مقعدًا — تقف بيلوسي أمام الغرفة وتساءل كيف يمكن الحفاظ على الانطباع بـ"بعض الأمن أو بعض الثقة في أن الحكومة يمكن أن تعمل وأنه يمكنكم انتخاب رئيس الولايات المتحدة. هل عدنا إلى الجلسة؟" يرد شخص: "لقد عدنا إلى الجلسة، ولكن الآن يبدو أن الجميع على الأرض يرتدون أقنعة الغاز المسيل للدموع استعدادًا للاختراق." يبدو أن بيلوسي لم تفهم العبارة الرئيسية، فتطلب من الشخص تكرارها. يعيد الشخص القول: "أقنعة الغاز المسيل للدموع." تنقلب بيلوسي وتقول لشخص آخر: "هل تصدق هذا؟"[290]
  - إذاعة شرطة الكابيتول: "نحتاج إلى منطقة لأعضاء مجلس النواب. هم الآن في طريقهم عبر الأنفاق."[291]
- 2:44 مساء:
  - المتظاهرة آشلِي بابِيت تُطلق النار عليها من قبل شرطة الكابيتول أثناء محاولتها اقتحام لوبي المتحدث المجاور لقاعة مجلس النواب عبر نافذة تؤدي إلى أرضية مجلس النواب.[274][292]
  - في نفس الوقت تقريبًا الذي يتم فيه إطلاق النار على بابِيت، كان النائبان ماركواين مولين وتروي نيلس في قاعة مجلس النواب. ينظر السياسيون، مع ضابط مسلح، عبر باب زجاجه مكسور ويتحدثون مع المتظاهرين.[293][294] أحد هؤلاء المتظاهرين، دايمون بيكلي، يسجل فيديو. (تم إدانة بيكلي لاحقًا، وتم نشر فيديوه في الذكرى السنوية الثالثة للهجوم.)[295]
- 2:45 مساء:
  - ضباط خدمة الحماية الفيدرالية يبلّغون: "تم إطلاق النار في الطابق الثاني، جانب مجلس النواب داخل الكابيتول."[151]
  - جيسيكا واتكنز، التي تم تبرئتها لاحقًا من التآمر السابِق،[296] ودونوفان كرويل، الذي أُدين لاحقًا بالتآمر،[297][298][299] يدخلان مبنى الكابيتول.[300]
  - بعد هذا الوقت بقليل، يكسر بعض الأشخاص نافذة في مكتب نانسي بيلوسي ويكتبون لها رسالة: "نحن لن نتراجع".[301]
- 2:47 مساء: مجموعة كبيرة من الأشخاص يضغطون ضد باب خارجي. يقول أحدهمساء: "ها نحن ذا. هنا هي الاندفاعة التالية! هناك دفع من الداخل، مع مقاومة!"[302]
- 2:49 م:
  - بعد مناقشة مع رئيس موظفيه، كلارك ميرسر، يفعل حاكم ولاية فيرجينيا، رالف نورثام، جميع الأصول المتاحة من ولاية فيرجينيا بما في ذلك الحرس الوطني لفيرجينيا لمساعدة الكابيتول الأمريكي. لم يتم منح إذن من وزارة الدفاع لنقل الحرس الوطني لفيرجينيا إلى واشنطن العاصمة لأغراض نشر قانوني.[279][303]
  - مساعد ترامب روبرت غابرييل يرسل رسالة نصية: "بوتوس، أنا متأكد أنه يحب هذا."[304]
- 2:53 مساء: دونالد ترامب الابن يرسل تغريدة إلى ميدوز: "يجب أن يدين هذا الهراء. بأسرع وقت. تغريدة شرطة الكابيتول ليست كافية."
- 2:57 مساء: أحد مثيري الشغب، على بُعد بوصات من ضابط شرطة متروبوليتان، يصرخ: "أخرجوها. أخرجوها إلى هنا. سندخل إذا لم تخرجوها." (تم عرض هذا الفيديو من قبل المدعين العامين خلال الاستماع العام للجنة مجلس النواب الخاصة بهجوم 6 يناير)[305]

##### 3:00مساء
- 3:00 مساء: تشاك شومر، جالسًا مع نانسي بيلوسي، يخبرها: "سأتصل بوزير الدفاع اللعين." ثم، وهو يتحدث عبر الهاتف مع كريستوفر ميلر، وزير الدفاع بالوكالة، يقول: "لدينا بعض الأعضاء في مجلس الشيوخ الذين لا يزالون في مخابئهم. إنهم بحاجة إلى تعزيزات ضخمة الآن. هل يمكنك إرسال الحرس الوطني من ماريلاند أيضًا؟" ثم تتحدث نانسي بيلوسي في هاتف شومر، وتخبر ميلر أنها تخطط للاتصال بعمدة واشنطن لمعرفة ما إذا كان قد تم استدعاء أي تعزيزات أخرى. (وتنسب بيلوسي الفضل في هذه النصيحة إلى زعيم الأغلبية في مجلس النواب ستيني هوير، الذي كان يقف خلفها.)[306]
- 3:04 مساء: الوزير ميلر، بناءً على نصيحة من كبار قادة الدفاع، يوافق رسميًا على "تفعيل" 1,100 جندي من الحرس الوطني في واشنطن. يأمر وزير الجيش مكارثي الحرس الوطني ببدء "التعبئة" الكاملة.[189] (ومع ذلك، سيستغرق الأمر ساعة ونصف قبل أن يوافق ميلر على "خطة تشغيلية" لنقل الحرس الوطني إلى الكابيتول.)[200][307]

- 3:05 مساء: زعيم الأقلية في مجلس النواب كيفن مكارثي (جمهوري–كاليفورنيا) يبدأ مقابلة عبر الهاتف على الهواء مباشرة مع WUSA. قال مكارثي إنه اتصل بالرئيس لحثه على "تهدئة الناس" وفي المقابل أرسل الرئيس تغريدة.[308] وبعد عدة أشهر، سيدعي مكارثي للشرطة أنه، بناءً على مكالمته الهاتفية مع ترامب، لم يكن واضحًا له أن ترامب كان يعلم بالعنف داخل الكابيتول في ذلك الوقت.[309]
- 3:08 مساء: أنطون لونيك، فرانسيس كونور، أنطونيو فيرينو—ثلاثة أصدقاء سافروا من بروكلين—يدخلون الكابيتول من خلال باب الجناح السناتي. يدخلون مكتب السيناتور جيف ميركلي. (على الرغم من أنهم ليس لديهم صلات مع البيت الأبيض، سيتصل أحدهم في البيت الأبيض بلونيك بعد ساعة.)[310]
- 3:09 مساء: أحد المثيري الشغب يسير في الممرات، وهو يغني: "نانسي بيلوسي! أين أنتِ، نانسي؟ نانسي! أين أنتِ، نانسي؟ نحن نبحث عنكِ!" (يرد شخص: "هي في السجن!") ثم يستأنف المثير للشغب: "نانسي، أوه نانسي! نانسي! نانسي! أين أنتِ، نانسي؟ نحن نبحث عنكِ، نانسي!"[311] (تم عرض هذا الفيديو من قبل المدعين في محاكمة عزل دونالد ترامب الثانية.)[281]
- 3:09 مساء: الرئيس السابق للبيت الأبيض راينس بريبوس إلى كبير موظفي البيت الأبيض الحالي ميدوز: "قُل لهم العودة إلى منازلهم !!!"
- 3:10 مساء: نائب المدير التنفيذي لمقاطعة فيرفاكس، فيرجينيا ديف روهر يُعلم مسؤولي المقاطعة أن الشرطة المحلية يتم إرسالها لمساعدة شرطة الكابيتول استجابةً لطلب مساعدات متبادلة.[151]
- 3:12 مساء: لونيك، كونور، وفيريجنو يمشون عبر سرداب الكابيتول ويغادرون من خلال التسلق عبر نافذة.[310]
- 3:13 مساء: الرئيس ترامب يغرّد: "أطلب من الجميع في الكابيتول الأمريكي أن يظلوا هادئين. لا للعنف! تذكروا، نحن حزب القانون والنظام - احترموا القانون ورجالنا ونسائنا العظماء في الشرطة. شكرًا!"[172][312]
- 3:15 م:
  - رئيسة مجلس النواب بيلوسي تتصل بحاكم ولاية فيرجينيا. يؤكد حاكم ولاية فيرجينيا، رالف نورثام، لرئيسة مجلس النواب بيلوسي أن جميع موارد ولاية فيرجينيا، بما في ذلك الحرس الوطني، يتم إرسالها لمساعدة الكابيتول الأمريكي.[279]
- 3:19 مساء: وزير الجيش مكارثي يتلقى مكالمة هاتفية مع السناتور شومر ورئيسة مجلس النواب بيلوسي بشأن طلب العمدة باور. يوضح مكارثي أن تعبئة الحرس الوطني في العاصمة تم الموافقة عليها بالكامل.[189]
- 3:21 مساء: ألبيكيرك كوسبر هيد يسحب الضابط مايكل فانون إلى الحشد، حيث يقوم دانيال رودريغيز بصعقه في رقبة فانون باستخدام صاعق كهربائي. (في عام 2022، تم الحكم على هيد ورودريغيز بالسجن بسبب هذا الحادث.)[313] يتم حمل فانون غير واعٍ مرة أخرى إلى النفق.[314]
- 3:22 مساء:
  - نانسي بيلوسي تتصل بحاكم ولاية فيرجينيا رالف نورثام وتسأله إذا كان قد ناقش إرسال الحرس الوطني من فيرجينيا، مشيرة إلى أن ستيني هوير قد تحدث بالفعل مع حاكم ولاية ماريلاند لاري هوغن وأن نورثام قد يحتاج إلى موافقة فيدرالية لإرسال القوات إلى "اختصاص آخر".[315] عندما تنتهي المكالمة، يُخبر شخص ما بيلوسي بأن الحرس الوطني في فيرجينيا قد تم استدعاؤه، وتؤكد بيلوسي أن نورثام قد أخبرها للتو "أنهم أرسلوا 200 من شرطة الولاية ووحدة من الحرس الوطني."[316]
  - روهر يُخبر مسؤولي مقاطعة فيرفاكس أن المقاطعة قد أوقفت خدمات الإطفاء والإنقاذ أو النقل الطارئ إلى مستشفيات العاصمة ويقوم "بتحديث هيكل الاستجابة والقيادة."[151]
- 3:25 مساء: بيلوسي وشومر يجلسان معًا ممسكين بهاتف ويتحدثان مع المدعي العام بالإنابة جيفري روزن. تعترف بيلوسي بأن المثيرين للشغب "يقتحمون مكاتبنا"، لكنها تقول إنها قلقة بشكل رئيسي بشأن "الأذى الشخصي". يقترح شومر أن يقوم روزن، "في إطار مسؤوليته في إنفاذ القانون"، بإقناع ترامب بإصدار "بيان علني" يطلب فيه من مؤيديه "مغادرة الكابيتول."[317]
- 3:26 مساء: مكارثي يتلقى مكالمة هاتفية من العمدة باور ورئيس شرطة مترو كونتي يبلغهم أن طلبهم لم يُرفض وأن وزير الدفاع ميلر قد وافق على التفعيل الكامل للحرس الوطني في العاصمة.[189]
- 3:32 مساء: حاكم ولاية فيرجينيا رالف نورثام يأمر بتعبئة قوات الحرس الوطني في فيرجينيا استعدادًا لطلب الدعم وفقًا للجدول الزمني لوزير الدفاع. لاحظ التناقض مع تصريحات حاكم فيرجينيا. تشير تصريحات حاكم فيرجينيا إلى: 1) أنه سمح لجميع القوات تحت قيادته بمساعدة الكابيتول قبل وزارة الدفاع، و 2) أن وزارة الدفاع فقط قامت بالمتابعة بعد نشر قرار تعبئته.[189][279]
- 3:36 مساء: المتحدثة باسم البيت الأبيض كيلي مكيناني تغرد بأن الحرس الوطني والقوات الفيدرالية الأخرى في طريقها إلى الكابيتول.[172]
- 3:37 مساء: حاكم ولاية ماريلاند لاري هوغن يأمر بتعبئة قوات الحرس الوطني في ماريلاند استعدادًا لطلب الدعم.[189]
- 3:39 مساء: رئيس شرطة مقاطعة أرلينغتون بالوكالة أندي بن يُبلغ مسؤولي المقاطعة أن ضباط أرلينغتون يستجيبون للهجوم وقد تم دمجهم في استجابة شرطة الكابيتول.[151]
- 3:39 مساء: السناتور شومر يناشد مسؤولي البنتاغون قائلاً: "أخبروا الرئيس بأن يطلب من الجميع مغادرة الكابيتول." زعيم الأغلبية في مجلس النواب ستيني هوير، د-ماريلاند، يتساءل عن استدعاء الجيش النظامي.[274]
- 3:46 مساء:
  - قادة من كلا الحزبين، بما في ذلك ستيني هوير وقادة جمهوريون مثل ميتش ماكونيل، ستيف سكاليس، وجون ثون، يجتمعون حول هاتف واحد، طالبين من وزارة الدفاع إرسال القوات بشكل عاجل. الشخص على الطرف الآخر يقول إنهم لا يستطيعون تحديد موعد لتأمين الكابيتول.[318]
  - رئيس مكتب الحرس الوطني الجنرال دانييل ر. هوكانسون يتلقى مكالمة هاتفية مع الجنرال المساعد لفيرجينيا تيموثي ب. ويليامز لمناقشة الدعم إلى واشنطن العاصمة، ويُبلَّغ بأن قوات الحرس الوطني في فيرجينيا قد تم تعبئتها بالفعل.[189]
- 3:48 مساء: وزير الجيش مكارثي يغادر البنتاغون متجهًا إلى مقر إدارة شرطة مترو في مبنى هنري دالي.[189]
- 3:55 مساء: الجنرال هوكانسون يتلقى مكالمة هاتفية مع الجنرال المساعد في ماريلاند اللواء تيموثي إي. غوين لمناقشة الدعم إلى واشنطن العاصمة، ويُبلَّغ بأن قوات الحرس الوطني في ماريلاند قد تم تعبئتها بالفعل.[189]

##### 4:00مساء
- 4:03 مساء: بناءً على اقتراح مارك ميدوز،[319] يخرج ترامب إلى حديقة الورود حتى يتمكن موظفوه من تصويره وهو يدعو إلى إنهاء العنف. يرفض النص الذي يعطونه له[185] ويؤدي ثلاث محاولات غير مكتوبة لخطاب قصير، يقوم مساعدوه بتسجيله (بدلاً من بثه مباشرة).[320]
- 4:05 مساء: الرئيس المنتخب بايدن يخاطب الأمة، داعيًا الرئيس ترامب إلى "المطالبة بإنهاء هذا الحصار".[172]
- 4:08 مساء: من موقع آمن، يتصل نائب الرئيس بينس بكريستوفر ميلر، وزير الدفاع بالوكالة، لتأكيد أن الكابيتول غير آمن ويطلب من القادة العسكريين تحديد موعد نهائي لتأمين المبنى مطالبًا بتطهير الكابيتول.[274]
- 4:10 مساء: وزير الجيش مكارثي يصل إلى مقر إدارة شرطة العاصمة واشنطن.[189]
- 4:14 مساء: هوپ هيكس ترسل رسالة نصية إلى جولي رادفورد (مساعدة إيفانكا ترامب): "في يوم واحد، أنهى كل فرصة مستقبلية لا تشمل الظهور في الفعاليات المحلية لفرع الفخورين المحليين / وكلنا الذين لم يكن لدينا وظائف مرتبة سنظل عاطلين عن العمل إلى الأبد / أنا غاضبة ومحبطة / كلنا نبدو الآن كإرهابيين محليين." [321]

#### ترامب يتحدث (4:17 م)
- 4:17 مساء: ترامب ينشر فيديو غير مكتوب على تويتر يدين فيه الشغب، لكنه يواصل الادعاء الكاذب بأن الانتخابات سُرِقَت منه.[172] من بين الثلاث محاولات التي قدمها، اختار موظفو البيت الأبيض هذا الفيديو باعتباره "الخيار الأكثر قبولًا" للتوزيع.[320] في الفيديو، قال ترامب:[322]

 أنا أعلم ألمكم، أعلم أنكم متألمون. كانت هناك انتخابات سُرِقَت منا. كانت انتخابات ساحقة والجميع يعرف ذلك، وخاصة الجانب الآخر. لكن يجب أن تعودوا إلى منازلكم الآن. يجب أن نحقق السلام. يجب أن نتمتع بالقانون والنظام. يجب أن نحترم رجال القانون والنظام العظماء لدينا. لا نريد أن يتأذى أي شخص. إنها فترة صعبة جدًا. لم يكن هناك وقت مثل هذا حيث يحدث شيء كهذا يمكنهم من سلبه منا جميعًا—مني، ومنكم، ومن بلادنا. كانت هذه انتخابات مزورة، لكن لا يمكننا أن نلعب في يد هؤلاء الناس. يجب أن نحقق السلام. لذا، اذهبوا إلى منازلكم. نحن نحبكم. أنتم مميزون جدًا. لقد رأيتم ما يحدث. ترون الطريقة التي يُعامل بها الآخرون الذين هم سيئون جدًا وشريرون جدًا. أنا أعلم كيف تشعرون، لكن اذهبوا إلى منازلكم، واذهبوا بسلام.

#### استمرار الشغب
- 4:17 مساء: وفقًا للتقرير النهائي للجنة مجلس النواب: "بدأ جولياني في الاتصال بخط البيت الأبيض بشكل محموم في الدقيقة التي تم فيها رفع فيديو الرئيس على تويتر. وعندما فشل في الوصول، اتصل مرة أخرى، كل دقيقة—4:17 م، 4:18 م، 4:19 م، 4:20 م. تمكن من الوصول، لفترة وجيزة، إلى مارك ميدوز في 4:21 م، ثم استمر في الاتصال بخط البيت الأبيض: في 4:22 م، ثلاث مرات على هاتفين مختلفين في 4:23 م، 4:24 م، ومرة أخرى في 5:05 م."[323]
- 4:18 مساء: وزير الدفاع ميلر، الجنرال ميلي، وزير الجيش مكارثي، والجنرال هوكانسون يناقشون توافر قوات الحرس الوطني الموجودة خارج منطقة العاصمة واشنطن. الوزير ميلر يعطي إذنًا شفهيًا بجمع ونقل قوات الحرس الوطني من خارج الولاية إلى العاصمة.[189]

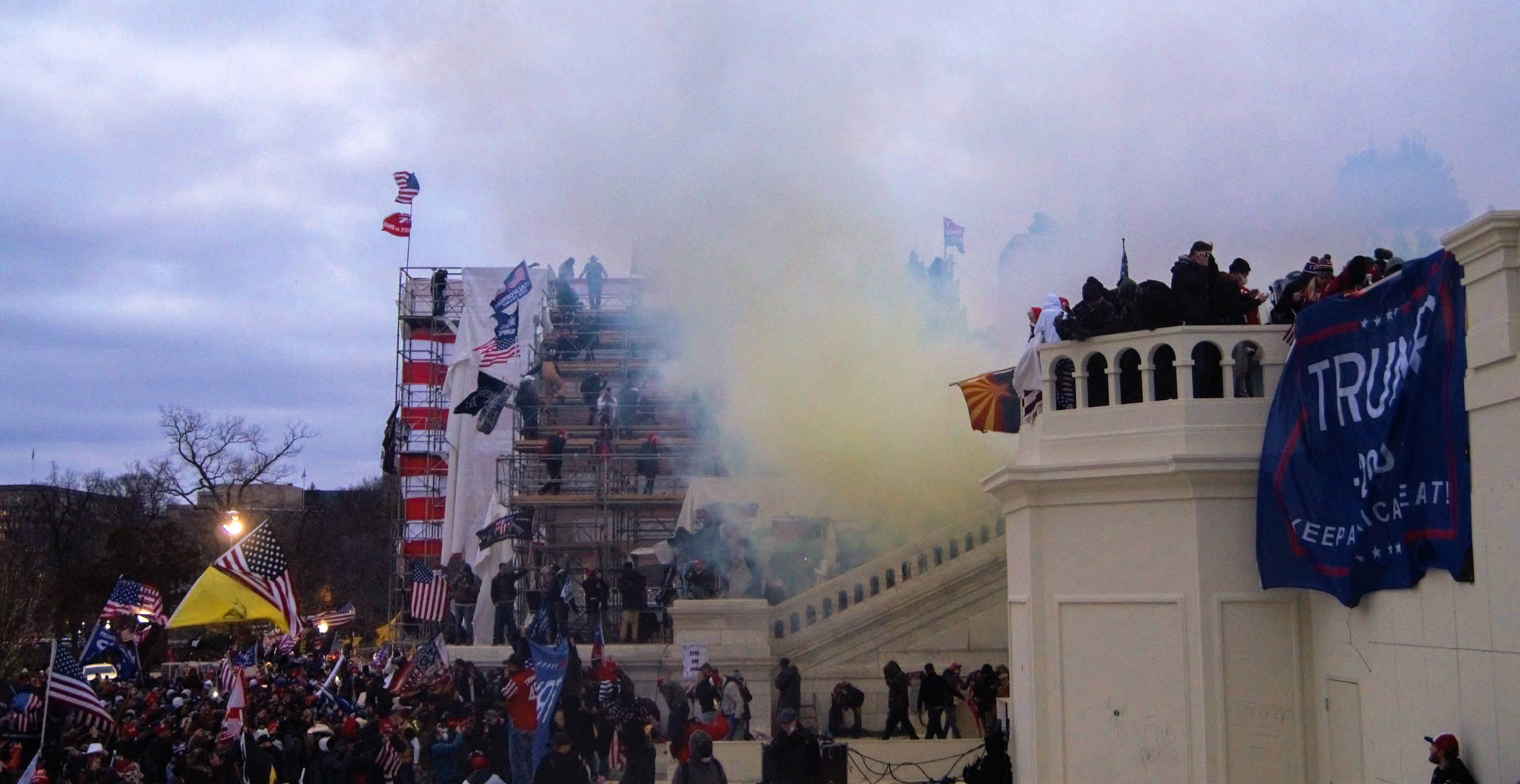
قنابل الغاز المسيل للدموع على درجات الكابيتول الغربية في 4:20 م.

- 4:22 مساء: تتحدث نانسي بيلوسي مع مايك بنس عبر الهاتف حول كيفية المضي قدمًا في مصادقة الانتخابات. وتتساءل عما إذا كان يمكن للجمهوريين "تقييد الأمر بشكوى واحدة فقط، أريزونا، ثم نتمكن من التصويت والمضي قدمًا مع باقي الولايات." وتشك في أنه قد يستغرق "أيامًا" قبل أن يكون من الممكن دخول الكابيتول مجددًا.[324]
- 4:26 مساء: روزان بويلاند، كما يظهر في فيديو كاميرا الجسم,[325][326] تنهار ويتم نقلها إلى المستشفى حيث تم إعلان وفاتها لاحقًا بسبب جرعة زائدة من الأمفيتامينات.[327]
- 4:32 مساء: وزير الدفاع ميلر يوافق على نشر الحرس الوطني في العاصمة لدعم شرطة الكابيتول الأمريكية.[189][307]
- 4:34 مساء: يتم إجراء مكالمة هاتفية من خط أرضي في البيت الأبيض إلى هاتف محمول لأنطون لونيك، أحد مثيري الشغب الذين دخلوا الكابيتول قبل ساعة. استغرقت المكالمة تسع ثوانٍ. (تم الكشف عن المكالمة علنًا لأول مرة في سبتمبر 2022 وهي المكالمة الوحيدة المعروفة بين البيت الأبيض وأحد مثيري الشغب في ذلك اليوم.)[310]
- 4:40 مساء: وزير الجيش مكارثي يتحدث عبر الهاتف مع حاكم ولاية ماريلاند هوغان الذي يوافق على إرسال قوات الحرس الوطني من ماريلاند إلى العاصمة، على أن تصل في اليوم التالي.[189]
- 4:57 مساء: قناة سي إن إن تُبلغ بأن قادة الكونغرس يتم إخلاؤهم إلى قاعدة فورت مكناير، وهي قاعدة جيش قريبة.[328] ابنة نانسي بيلوسي، ألكسندرا بيلوسي، تقوم بتصوير والدتها أثناء مغادرتها الكابيتول. تشتكي نانسي بيلوسي من أنه لم يكن هناك وجود للحرس الوطني: "كم مرة سأل الأعضاء، 'هل نحن مستعدون؟ هل نحن مستعدون؟' نحن غير مستعدين للأسوأ. نحن نطلب الحرس الوطني — الآن؟ كان يجب أن يكون هنا من البداية."[329] قادة الكونغرس يفكرون في إعادة عقد جلسات المصادقة على كلية الانتخابات في فورت مكناير.[330] أثناء تواجده في فورت مكناير، يتحدث السيناتور تشاك شومر عبر الهاتف مع وزير الجيش رايان مكارثي، قائلاً:[331]"طلبت العاصمة الحرس الوطني، وتم رفضه من قبل وزارة الدفاع. أود أن أعرف سببًا جيدًا لرفضه. نحن بحاجة إليهم بسرعة. لم أرَ شيئًا مثل هذا من قبل."

##### 5:00 مساء
في مرحلة ما خلال "فترة بعد الظهر"، حاول ترامب الاتصال ببرنامج Lou Dobbs Tonight، الذي كان يُعرض كل يوم عمل الساعة 5 م، لكن مسؤولي فوكس قرروا أنه سيكون "غير مسؤول" السماح له بالظهور على الهواء.
- 5:07 مساء: يصل جولياني إلى ترامب عبر الهاتف بعد 50 دقيقة من المحاولات الفاشلة. يتحدثان لمدة 12 دقيقة تقريبًا. (خلال الساعات الثلاث التالية حتى استئناف الكونغرس، يتصل جولياني بالسناتور مارشا بلاكبيرن، ومايك لي، بيل هاغرتي، ليندسي غراهام، جوش هاولي، تيد كروز، ودان سوليفان، وكذلك النائب جيم جوردان. على هاتف السيناتور لي، يترك رسالة صوتية موجهة للسيناتور تومي تابيرفيل، يطلب منه "رفع القضايا"، و"الاعتراض على كل ولاية"، و"الحصول على جلسة استماع لكل ولاية" من أجل تأجيل العملية "يفضل أن يكون ذلك حتى نهاية يوم غد.")[323]
- 5:08 مساء: كبار قادة الجيش ينقلون إلى اللواء وكر تعليمات وزير الدفاع بشأن إذن نشر الحرس الوطني من العاصمة إلى الكابيتول.[149]
- 5:20 مساء: أول دفعة من 155 جنديًا من الحرس الوطني، مرتدين معدات مكافحة الشغب، تبدأ في الوصول إلى الكابيتول.[274]
- 5:40 مساء: يصل 154 جنديًا من الحرس الوطني إلى مجمع الكابيتول، يؤديون القسم مع شرطة الكابيتول، ويبدؤون عمليات الدعم، بعد مغادرتهم من مستودع الجيش في العاصمة الساعة 5:02 م.[189]
- حوالي 5:40 مساء: مع تطهير داخل الكابيتول من مثيري الشغب، يعلن قادة الكونغرس أنهم سيواصلون عد الأصوات الانتخابية.[172]
- 5:45 مساء: يوقع وزير الدفاع ميلر التفويض الرسمي لتجمع ونشر الحرس الوطني من الولايات الأخرى لدعم شرطة الكابيتول الأمريكية.[189]

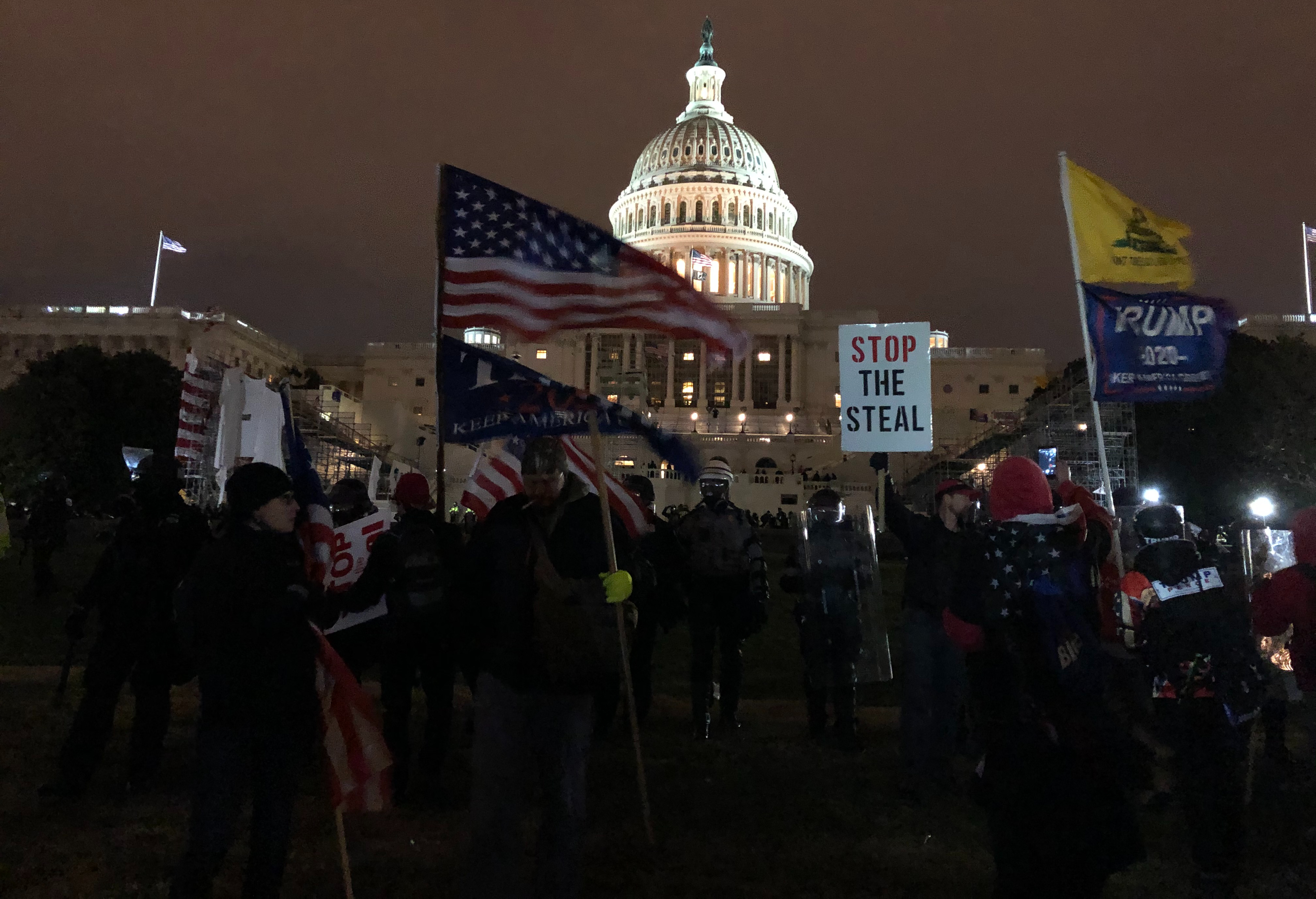
خط شرطة يطرد مثيري الشغب من الجانب الغربي للكابيتول الساعة 5:46م

- حوالي 5:45 مساء: تعلن الشرطة أن آشلي بابيت، إحدى مثيرات الشغب التي تم إطلاق النار عليها داخل الكابيتول، قد توفيت.[172]
- 5:58 مساء: يتحدث نائب الرئيس - وهو يتحدث من قبو الكابيتول، حيث يقف مع رئيس شرطة الكابيتول، ستيفن ساند - عبر الهاتف مع رئيسة مجلس النواب نانسي بيلوسي. يقول لها ساند "لقد أخبرني للتو بما ستسمعينه من خلال القنوات الرسمية": أن الشرطة تتوقع تأمين الكابيتول قريبًا، وبالتالي يمكن لبيلوسي أن تتوقع سماع من بول إيرفينغ، النائب عن حرس الأمن في المجلس، الذي سيكون "نقطة الاتصال الخاصة بك بشأن الأمان في المجلس"، حول "العملية الخاصة بإعادة الدخول" إلى المبنى حتى يتمكن القادة من استئناف الجلسة في حوالي ساعة. يقول نائب الرئيس إنه يخطط أيضًا للتحدث مع زعيم الأقلية في مجلس الشيوخ تشاك شومر، وتقوم بيلوسي بتمرير الهاتف له. يعيد نائب الرئيس الرسالة ويقول لشومر إنه يريد إبلاغه مسبقًا، رغم أنه قال إنه قد أخطر مجلس الشيوخ بالفعل وأن شومر يمكن أن يتوقع سماع الأخبار مباشرة من حرس الأمن. "آمل أن يكون ذلك مفيدًا. سأتركك للتحدث من خلال القنوات العادية"، يقول نائب الرئيس.[332]
- قبل الساعة 6 م بقليل: يظهر ترامب على نيك لونا مسودة تغريدة تبدأ بـ: "هذه هي الأشياء والأحداث التي تحدث..." يخبره لونا أنها تجعله يبدو كما لو كان هو من أدار العنف. يرسل ترامب التغريدة على أي حال بعد بضع دقائق.[333]

##### 6:00 مساء
- 6:00 مساء: يبدأ سريان حظر التجول في العاصمة.[172]
- 6:01 مساء: يغرّد الرئيس ترامب هذه هي الأشياء والأحداث التي تحدث عندما يتم سلب انتصار انتخابي ساحق بشكل غير احتفالي وعنيف من Patriots عظماء تم معاملتهم بشكل سيء وغير عادل لفترة طويلة. عد إلى المنزل بحب وسلام. تذكروا هذا اليوم إلى الأبد! عندما استعاد تويتر حساب ترامب في نوفمبر 2022، كانت هذه التغريدة قد اختفت.[172] "كان ترامب يعرف تمامًا ما كان يفعله" عند نشر هذه التغريدة - كما زعمت لجنة مجلس النواب الخاصة بالتحقيق في الهجوم على الكابيتول عند إحالة التهم الجنائية ضده بتهمة التمرد - خاصة وأن أحد موظفي البيت الأبيض، نيك لونا، كان قد حذره من نشرها لأنها قد توحي بتورطه في أعمال الشغب في الكابيتول، ومع ذلك "نشرها على أي حال."[275][334]
- 6:09 مساء: يتم إعلان وفاة روزان بويلاند في مستشفى محلي بعد أن انهارت بالقرب من مدخل نفق في الجهة الغربية للكابيتول.[335]
- 6:14 مساء: تتمكن شرطة الكابيتول الأمريكية، وشرطة العاصمة، والحرس الوطني من العاصمة من إقامة محيط أمني على الجهة الغربية للكابيتول الأمريكي.[189]
- 6:30 مساء: يقدم رئيس شرطة الكابيتول ساند تقريرًا إلى نائب الرئيس بENCE، وبيلوسي، وشومر، وأعضاء آخرين من القيادة البرلمانية حول الوضع الأمني، مشيرًا إلى أن المجلسين قد يفتتحان أبوابهما بحلول الساعة 7:30 م.[336]

##### 7:00 م
- 7:00 مساء: تقوم Facebook, Inc. بإزالة منشورات الرئيس ترامب من فيسبوك وإنستغرام لـ "مساهمتها في، بدلاً من تقليص، خطر العنف المستمر."[172]
- 7:02 مساء: تقوم إكس (منصة تواصل) بإزالة تغريدات ترامب وتعليق حسابه لمدة اثني عشر ساعة بسبب "الانتهاكات المتكررة والشديدة لسياسة Civic Integrity الخاصة بها".[172]
- 7:04 مساء: يرسل كيث كيلوغ بريدًا إلكترونيًا إلى مارك شورت قائلاً: "أنهِ قضية الكلية الانتخابية الليلة". يرد شورت بعد 10 دقائق: "هذه هي خطتنا".[337]
- 7:13 مساء: يعود أعضاء الكونغرس إلى الكابيتول.[338]
- 7:21 مساء: يرسل مدير حملة ترامب السابق براد بورسكال رسالة نصية إلى كاترينا بيرسون، قائلاً إن الشغب كان نتيجة "رئيس جالس يطلب حربًا أهلية... أشعر بالذنب لمساعدتيه على الفوز... امرأة ماتت... إذا كنتُ ترامب وعرفت أن خطابي قتل شخصًا". ردت بييرسون: "لم يكن الخطاب". أصر بارسكال: "نعم، كان".[339]
- 7:59 مساء: تغرد Stephanie Grisham، رئيسة موظفي ميلانيا ترامب والسكرتيرة الصحفية السابقة للبيت الأبيض، استقالتها،[340] لتكون أول مسؤول يستقيل بعد الهجوم.[341]

#### استئناف الكونغرس (8:00 م)
- 8:00 مساء: يعلن شرطة الكابيتول الأمريكي أن مبنى الكابيتول أصبح آمنًا.[189]
- 8:06 مساء: يعاود مجلس الشيوخ الانعقاد، برئاسة نائب الرئيس بينس، لمواصلة مناقشة الاعتراض على فرز أصوات ولاية أريزونا.[172]
- 8:31 مساء: تصدر خدمة الحماية الفيدرالية مذكرة تحذر من أن مجموعة ميليشيا مسلحة يُزعم أنها في طريقها من ولاية فيرجينيا الغربية إلى واشنطن.[151]
- 8:36 مساء: تقوم فيسبوك بحظر صفحة ترامب لمدة 24 ساعة.[172]
- 8:39 مساء: يتصل جولياني بترامب ويتحدثان لمدة 9 دقائق.[323]
- 9:00 مساء: تعيد رئيسة مجلس النواب بيلوسي فتح مناقشة المجلس.[172]
- 10:00 مساء: ينهار الضابط بريان سيكنيك أثناء أدائه عمله في مبنى الكابيتول.[342]
- 10:15 مساء: يصوت مجلس الشيوخ 93–6 ضد الاعتراض الذي رفعه عدد قليل من أعضاء مجلس الشيوخ الجمهوريين ضد فرز أصوات ولاية أريزونا.[343][344]
- 11:30 مساء: يصوت مجلس النواب 303–121 لرفض الاعتراض الجمهوري على فرز أصوات ولاية أريزونا.[344]

أيضًا
- (الوقت غير محدد): كانت وحدة تكتيكية من FBI Hostage Rescue Team من أوائل الوكالات الفيدرالية الخارجية التي دخلت الكابيتول (انظر "National Mission Force"، 3 يناير أعلاه)[345]
- (الوقت غير محدد): خطط حلفاء دونالد ترامب لأن يلقي خطابًا آخر في اليوم التالي ليدين فيه العنف. رفض ترامب عدة فقرات من النص وقام بحذفها. كانت الفقرات المرفوضة تشمل: "أوجه وزارة العدل لضمان محاكمة جميع المخالفين بأقصى درجات القانون. يجب أن نرسل رسالة واضحة - ليس بالرحمة ولكن بالعدالة. يجب أن تكون العواقب القانونية سريعة وحازمة. ... أريد أن أكون واضحًا جدًا: أنتم لا تمثلونني. أنتم لا تمثلون حركتنا." شهادت إيفانكا ترامب أمام لجنة مجلس النواب: "لست متأكدة من متى بدأت تلك المحادثات، لأنهم قد يكونون بدأوا في صباح اليوم التالي [السابع من يناير]، لكنني أعتقد ... أنهم بدأوا ... في مساء اليوم السادس."[346]

## ما بعد الأحداث

### الخميس، 7 يناير 2021
- 12:15 صباحا: اعترض النائب الجمهوري سكوت بيري (من ولاية بنسلفانيا) والسناتور جوش هاولي (من ولاية ميزوري) على عد أصوات الولاية الانتخابية لبنسلفانيا، مما أدى إلى مناقشة استمرت ساعتين في كلا المجلسين.[344]
- 12:55 صباحا: يرفض مجلس الشيوخ، 92–7، الاعتراض الذي أبداه عدد قليل من أعضاء مجلس الشيوخ الجمهوريين ضد عد أصوات الولاية الانتخابية لبنسلفانيا.[344]
- 2:20 صباحا: كاد عدد قليل من النواب أن يشتبكوا جسديًا في قاعة مجلس النواب. بعد أن قال النائب كونور لامب (من الحزب الديمقراطي - بنسلفانيا) إن الهجوم على مبنى الكابيتول الذي قام به حشد مؤيد لترامب في وقت سابق من اليوم كان "مستوحى من الأكاذيب، نفس الأكاذيب التي تسمعونها في هذه القاعة الليلة"، اعترض النائب مورغان غريفيث (من الحزب الجمهوري - فيرجينيا) على تصريح لامب؛ تم رفض الاعتراض من قبل رئيسة مجلس النواب بيلوسي. بعد عدة دقائق، دخل أعضاء من كلا الحزبين في نقاش حاد في الممر الأوسط بالقرب من بعضهم البعض، وتم تفريقهم عندما طلبت بيلوسي النظام.[344]
- 3:10 صباحا: يرفض مجلس النواب، 282–138، الاعتراض الجمهوري ضد عد أصوات الولاية الانتخابية لبنسلفانيا.[344]
- حوالي الساعة 3:40 صباحا: بعد رفض جميع الاعتراضات، يكمل الكونغرس عد الأصوات الانتخابية، حيث يفوز بايدن 306–232؛ يؤكد نائب الرئيس بنس نتيجة الانتخابات، معلنًا رسميًا فوز بايدن.[347]
- 3:49 صباحا: دان سكا فينو يغرّد: "بيان من الرئيس دونالد ج. ترامب بشأن التصديق على الانتخابات: 'على الرغم من أنني أختلف تمامًا مع نتيجة الانتخابات، والحقائق تدعم موقفي، إلا أن هناك انتقالًا منظمًا سيكون في 20 يناير. لقد قلت دائمًا أننا سنستمر في نضالنا لضمان أن تُعدّ الأصوات القانونية فقط. بينما يمثل هذا نهاية أعظم فترة رئاسية في التاريخ، إلا أنه بداية نضالنا لجعل أمريكا عظيمة مرة أخرى!'".[344]
- 2:30 مساء: خلال مؤتمر صحفي تلفزيوني، تطالب نانسي بيلوسي باستقالة رئيس شرطة الكابيتول الأمريكي ستيفن سند، قائلة "أعتقد أن السيد سند ... لم يتصل بنا حتى منذ وقوع هذا الحادث".[348] قدم سند استقالته في نفس اليوم مع تحديد تاريخ مغادرته في 16 يناير. اضطر كل من رئيسي الحرس إلى الاستقالة أيضًا.
- 7:10 مساء: بعد أن فتح تويتر حساب ترامب، أصدر ترامب بيان فيديو يدين فيه العنف في الكابيتول، قائلاً إن "إدارة جديدة سيتم تنصيبها" وأن "تركيزي الآن يتحول لضمان انتقال سلس ومنظم للسلطة" إلى إدارة بايدن.[349][350][351][352] جاء هذا بعد أكثر من 24 ساعة من خطابه السابق في حديقة الورود.[346] كان خوفًا من أن يتم عزله بموجب التعديل الخامس والعشرون لدستور الولايات المتحدة الأمريكية أحد الدوافع التي جعلت ترامب يسعى للحصول على "غطاء" لهذا الخطاب، وفقًا لما شهدته شهادة كاسي هاتشينسون أمام لجنة 6 يناير.[353] قام "بالتوقفات المتعددة" وطلب مشروبات "ديت كولا" أثناء تسجيل الخطاب، وهو ما يختلف عن طريقتِه المعتادة في التسجيل بـ"أخذ لقطة أو اثنتين، ثم الانتهاء"، وفقًا لما شهدت به المصورة الرئاسية في البيت الأبيض شيلّاه كريغهاد أمام لجنة مجلس النواب.[354] أثناء العمل على النص في الكاميرا، علّق ترامب على نحو جانبي لموظفيه: "لا أريد أن أقول 'الانتخابات انتهت'".[355]
- حوالي الساعة 9:30 مساء: توفي ضابط شرطة الكابيتول براين د. سيكنيك بعد أن تعرض لجلطتين دماغيتين.[356][357][358] فرانشيسكو جي. دياز، كبير فاحصي الطب الشرعي في العاصمة واشنطن الذي قام بإجراء تشريح الجثة لتحديد سبب وفاة سيكنيك، قال في مقابلة نشرتها صحيفة واشنطن بوست أنه لم يجد أي دليل على وجود إصابة داخلية أو خارجية في جسم سيكنيك أو أي دليل على تعرضه لتفاعل تحسسي مع المواد الكيميائية المهيجة.[358]

### الجمعة، 8 يناير 2021
- الساعة 10:00 صباحًا: يتم إبلاغ الرئيس سوند من قبل رئيس مجلس الشيوخ بالإنابة أن مغادرته ستكون سارية المفعول في 8 يناير بدلاً من 16 يناير كما تم الاتفاق عليه مسبقًا. يتم تأدية اليمين ليوجاناندا بيتمن كـرئيس بالإنابة لشرطة الكابيتول الأمريكية في ذلك المساء.[359]
- يغرّد الرئيس ترامب قائلاً إنه لن يحضر حفل تنصيب بايدن في 20 يناير. هذه هي آخر تغريدة لترامب قبل حظره الدائم من تويتر في نفس اليوم.[360]
- تويتر يحظر ترامب بشكل دائم من منصته. بعد ما لا يقل عن اجتماعَين داخليين في ذلك المساء من فريق الثقة والسلامة في تويتر، يُبلغ الفريق داخليًا في الساعة 6:21 م أن حساب ترامب قد تم تعليقه، ثم يعلن قراره علنًا،[361] مشيرًا إلى "خطر التحريض على مزيد من العنف".[144] (تم رفع الحظر بواسطة إيلون ماسك في 11 نوفمبر 2022 بعد أن استحوذ على تويتر.[362])
- يتم إزالة بارلر، المنصة التي يُزعم أنها استخدمت لتخطيط الهجوم، من متجر جوجل بلاي بعد أن قام المستخدمون على التطبيق على ما يبدو بتخطيط المزيد من العنف في الكابيتول.[363]
- يقول مساعد مدير مكتب التحقيقات الفيدرالي ستيفن دانتونو للصحفيين أنه لا توجد أي مؤشرات على أن أعضاء من "أنتيفا" قد شاركوا في اقتحام الكابيتول.[364]

### السبت، 9 يناير 2021
- يتم خفض العلم أمام مبنى الكابيتول إلى نصف السارية تكريمًا للضابط سيكنيك الذي توفي في 7 يناير بعد تعرضه لسكتة دماغية.[11][365]
- استشهدت شركة أبل بمنشورات قد تحرض على العنف، وقامت بإزالة بارلر من متجر التطبيقات، قائلة إن إجراءات اعتدال بارلر تجاه الخطاب المحرض على العنف كانت غير كافية.[366]
- لأسباب مشابهة، أعلنت أمازون ويب سيرفيسز أنها ستنهي خدمات الاستضافة لبارلر عبر خوادم الحوسبة السحابية في الساعة 11:59 م من 10 يناير؛ مما سيؤدي إلى إيقاف بارلر بشكل كامل، إلا إذا تمكنت المنصة من العثور على خدمة استضافة أخرى قبل أن تتم إزالتها من خوادم أمازون.[367][368] مجموعة موظفي أمازون Amazon Employees For Climate Justice كانت قد طالبت الشركة بإنهاء استضافة الويب للمنصة ما لم تعدل بارلر سياساتها في الاعتدال، بعد أن أبلغت أمازون عن 98 حالة من المنشورات الموجودة على بارلر التي "تحرض بوضوح على العنف".[368][369]

### الأحد، 10 يناير 2021
- كارولين ليفيت، التي غادرت للتو وظيفتها في مكتب السكرتير الصحفي للبيت الأبيض للعمل مع النائبة إيليس ستيفانيك، وصفت أحد ضباط شرطة الكابيتول بـ "البطل" لإبعاده المشاغبين عن النواب. لكنها لاحقًا حذفت المنشور.[370]

### الاثنين، 11 يناير 2021
- الساعة 2:59 ص (11:59 م بتوقيت المنطقة الهادئة): يخرج بارلر من الخدمة بعد تعليق استضافته على خوادم أمازون بسبب استضافته لمحتوى عنيف.[371]
- يتم تفويض الحرس الوطني لإرسال ما يصل إلى 15,000 جندي إلى واشنطن كإجراء أمني لحماية الكابيتول.
- تقارير النشرة الإعلامية التي وزعتها مكتب التحقيقات الفيدرالي تشير إلى أن احتجاجات مسلحة من أنصار ترامب المخطط لها ستحدث في جميع الـ50 عواصم الولايات وفي الكابيتول الأمريكي من 17 إلى 20 يناير 2021، وهو يوم تنصيب جو بايدن.[372][373][374][375]
- التقى ترامب وبنس في اجتماع. ووفقًا لبنس في مذكراته، قال ترامب إنه "اكتشف للتو" أن زوجة بنس وابنته كانتا في الكابيتول خلال الهجوم، وسأل عن حالتهما. ثم تساءل ترامب بصوت عالٍ: "ماذا لو لم نكن قد أقمنا التجمع؟ ماذا لو لم يذهبوا إلى الكابيتول؟" وأضاف، "من المروع أن ينتهي الأمر هكذا."[376]

### الثلاثاء، 12 يناير 2021
- جلس بنس لإجراء مقابلة مع صانع الأفلام الوثائقية أليكس هولدر. أثناء التصوير، تلقى بريدًا إلكترونيًا يحتوي على معلومات تتعلق بالاستخدام المحتمل للتعديل الخامس والعشرين ضد ترامب. تدعي وثائق هولدر أن البريد الإلكتروني احتوى على مسودة قرار من مجلس النواب يطالب بنس بتفعيل التعديل الخامس والعشرين، ولكن المتحدث باسم بنس رد بأن بنس كان قد كتب بالفعل إلى رئيسة مجلس النواب نانسي بيلوسي رافضًا خيار التعديل الخامس والعشرين، وأنه في الفيلم كان بنس يتلقى تأكيدًا على أن شخصًا ما قد أرسل رسالته إلى بيلوسي.[377][378]

### الأربعاء، 13 يناير 2021
- تم إقالة الرئيس ترامب للمرة الثانية غير المسبوقة من قبل مجلس النواب الأمريكي بتهمة الجريمة الكبرى "التحريض على التمرد"[379] من "التحريض على العنف ضد حكومة الولايات المتحدة."[380] تشير مقالة الإقالة إلى مكالمته الهاتفية في 2 يناير مع براد رافنسبرجر.[381]
- يرسل مكتب التحقيقات الفيدرالي (FBI) نشرة تحذر فيها الوكالات الأمنية من ضرورة توخي الحذر عند القبض على المشتبه بهم المتورطين في اقتحام الكابيتول، خاصة أولئك الذين تم رصدهم وهم يرتدون الدروع الواقية أو "معدات عسكرية أخرى" خلال الحادثة.[382]

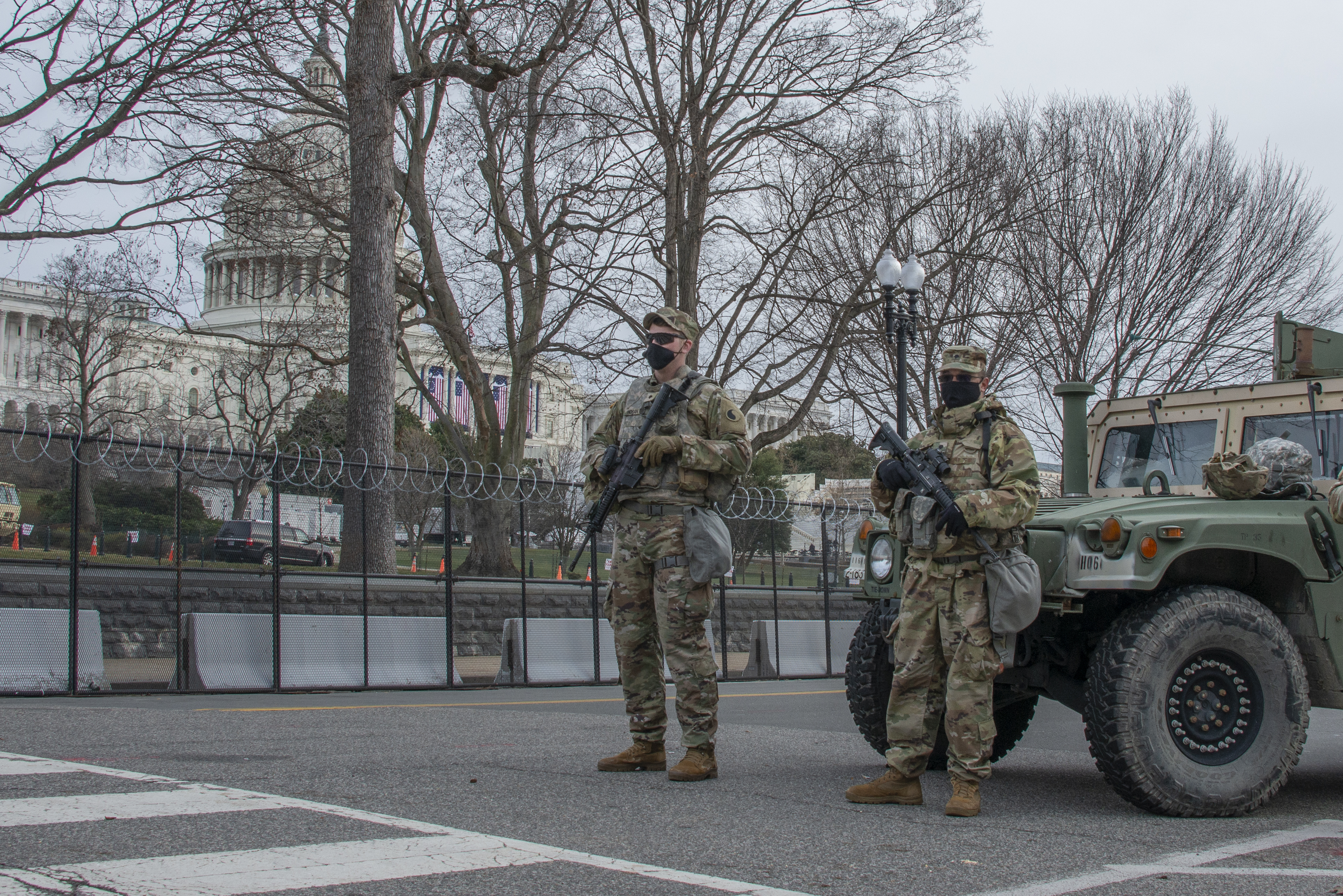
جنود من الحرس الوطني في ولاية فيرجينيا في 16 يناير.

### الأحد، 17 يناير 2021
- يرسل النائب رالف نورمان رسالة نصية إلى كبير موظفي البيت الأبيض مارك ميدوز يطلب منه حث ترامب على تفعيل القانون العسكري لمنع تنصيب بايدن.[383]

### الثلاثاء، 19 يناير 2021
- يمرر حزب الجمهوريين في ولاية أوريغون قرارًا يدين أعضاء مجلس النواب الجمهوريين الذين صوتوا لإقالة ترامب؛ حيث يدعي هذا القرار أن هناك أدلة متزايدة على أن الهجوم على الكابيتول كان عملية "علم كاذب" تهدف إلى تشويه سمعة ترامب.[246][384]
- تأخذ الشرطة دفتر ملاحظات من منزل عضو مجموعة "أوث كيبرز" توماس كالدويل. يحتوي الدفتر على تهديد ظاهر ضد اثنين من العاملين في الانتخابات في ولاية جورجيا (الذين سيدلون بشهادتهما في الجلسة العامة الرابعة للجنة مجلس النواب في 21 يونيو 2022).[385][386]

### الأربعاء، 20 يناير 2021
- في تنصيب جو بايدن في مبنى الكابيتول الأمريكي، يتم أداء اليمين للسناتور جو بايدن نائب الرئيس السابق ليصبح الرئيس الـ46 للولايات المتحدة. كما يتم أداء اليمين للسناتور كامالا هاريس لتصبح نائب الرئيس الـ49 للولايات المتحدة. يحرص العديد من أفراد الحرس الوطني في واشنطن (DCNG)، والحرس الوطني للولايات المجاورة، وشرطة الكابيتول، وشرطة واشنطن على تأمين المنطقة المغلقة.[387][388]

### الأربعاء، 27 يناير 2021
- يعلن رئيس قسم شرطة العاصمة أن ضابطًا ثانيًا كان حاضرًا في الشغب توفي منتحرًا. كما يذكر أن العديد من الضباط الآخرين يعانون من الصدمات المرتبطة بالشغب.[389]
- يتم توجيه اتهام لثلاثة من أعضاء "أوث كيبرز" بالتخطيط مع آخرين من المجموعة لارتكاب أعمال عنف في الكابيتول في 6 يناير.[35]

### 16 فبراير 2021
- تقوم صحيفة نيويورك تايمز بتحديث تقريرها حول مقتل براين سيكنيك باستخدام طفاية حريق، حيث يقول الخبراء الطبيون إنه لم يموت بسبب إصابة شديدة في الرأس.[390][391]

### 19 فبراير 2021
- يتم توجيه اتهام لستة من أعضاء "أوث كيبرز" بالتآمر لارتكاب أعمال عنف في الكابيتول.[35]

### 19 أبريل 2021
- أعلنت مكتب الفحص الطبي في واشنطن العاصمة عن نتائج التحقيق في وفاة ضابط شرطة الكابيتول براين سيكنيك، حيث تبين أنه توفي بسبب سكتة دماغية، مع تصنيف وفاته كوفاة طبيعية. لم تكشف تشريح الجثة عن أي دليل على إصابات داخلية أو خارجية، ولا دليل على رد فعل تحسسي تجاه المواد الكيميائية المهيجة.[392][393][394]

### 19 مايو 2021
- في البداية، صوت مجلس النواب الأمريكي على تشكيل لجنة ثنائية المجلس المستقلة للتحقيق في الهجوم، مشابهة للجنة لجنة 9/11،[395] ولكن قوبل هذا الاقتراح بتصفية من الجمهوريين في مجلس الشيوخ التصفية لهذا المخطط.[396]

### 30 يونيو 2021
- مرر مجلس النواب القرار H.Res.503، "تشكيل اللجنة المختارة للتحقيق في هجوم 6 يناير على مبنى الكابيتول الأمريكي"، والتي شكلت لجنة مجلس النواب الأمريكية المختارة للتحقيق في هجوم 6 يناير.[397] صوت جميع الأعضاء الديمقراطيين واثنان من الأعضاء الجمهوريين، آدم كينزينغر وليز تشيني، لصالح القرار.[398] تم تعيين أعضاء اللجنة في يوليو.[399][400] استمرت هذه اللجنة لمدة عام ونصف حتى نهاية عام 2022.

## الروابط الخارجية
- اقتحام الكابيتول الأمريكي، الأخبار والتعليقات المجمعة. بي بي سي نيوز أونلاين.
- خطب تجمع "أنقذوا أمريكا" (فيديو)
- FBI يبحث عن معلومات تتعلق بالنشاط العنيف في مبنى الكابيتول الأمريكي نسخة محفوظة 25 يناير 2021 على موقع واي باك مشين. – FBI
- كيف تحولت تجمع رئاسي إلى اقتحام الكابيتول، "نيويورك تايمز" تحقيقات مرئية مع دعم الصور والفيديو